# Os Caça-Fantasmas
Os Caça-Fantasmas (em inglês:  Ghostbusters) é um filme estadunidense de 1984 dos gêneros fantasia, aventura, ficção científica e comédia, dirigido por Ivan Reitman e escrito por Harold Ramis e Dan Aykroyd. É estrelado por Bill Murray, Aykroyd e Ramis como Peter Venkman, Ray Stantz e Egon Spengler, três parapsicólogos excêntricos que iniciam um negócio de "captura de fantasmas" na cidade de Nova York. É co-estrelado por Sigourney Weaver e Rick Moranis, apresentando também Annie Potts, Ernie Hudson e William Atherton em papéis coadjuvantes.
Baseado em seu próprio fascínio pela espiritualidade, Dan Aykroyd concebeu Os Caça-Fantasmas como um projeto estrelado por ele e John Belushi, no qual seus personagens se aventurariam no tempo e no espaço lutando contra ameaças sobrenaturais. Após a morte de Belushi em 1982, e com o conceito de Aykroyd considerado financeiramente impraticável, Ramis foi contratado para ajudar a reescrever o roteiro para ambientá-lo na cidade de Nova York e torná-lo mais realista. Foi o primeiro filme de comédia a empregar efeitos especiais caros, o que fez a Columbia Pictures ter pouca fé em seu potencial sucesso de bilheteria por conta de seu orçamento relativamente alto de US$ 25 a 30 milhões. As filmagens ocorreram de outubro de 1983 a janeiro de 1984, em Nova York e Los Angeles. Devido à competição por estúdios de efeitos especiais entre vários filmes em desenvolvimento na época, Richard Edlund usou parte do orçamento para fundar a empresa Boss Film Studios, que empregou uma combinação de efeitos práticos, miniaturas e fantoches para entregar os visuais macabros.
Lançado em 8 de junho de 1984 nos Estados Unidos, o filme foi recebido com aclamação da crítica e se tornou um fenômeno cultural. Foi elogiado por sua mistura de comédia, ação e terror, com o desempenho de Murray sendo amplamente elogiado. Arrecadou US$ 282,2 milhões durante sua exibição teatral inicial, o que fez de Os Caça-Fantasmas o segundo filme de maior bilheteria de 1984 nos Estados Unidos e Canadá e a maior bilheteria mundial do ano, tornando-se a comédia de maior bilheteria de todos os tempos. Foi o filme número um nos cinemas por sete semanas consecutivas e um dos quatro únicos filmes a arrecadar mais de US$ 100 milhões naquele ano. Outros lançamentos teatrais posteriores aumentaram o faturamento total do filme para cerca de US$ 296,5 milhões, tornando-o um dos filmes de comédia de maior sucesso da década de 1980. Em 2015, a Biblioteca do Congresso estadunidense selecionou o filme para preservação no National Film Registry. Sua música-tema, "Ghostbusters", de Ray Parker Jr., também se tornou um grande sucesso, alcançando inclusive a primeira posição na Billboard Hot 100 nos Estados Unidos.
O sucesso de Os Caça-Fantasmas originou uma franquia de mídia multibilionária. Isso incluiu as séries animadas para a televisão The Real Ghostbusters (1986) e Extreme Ghostbusters (1997), videogames, jogos de tabuleiro, histórias em quadrinhos, fantasias, músicas e atrações mal-assombradas em parques de diversão. O filme foi seguido em 1989 por Os Caça-Fantasmas 2, que teve um desempenho financeiro e critico menor que o original; tentativas de desenvolver uma segunda sequência foram interrompidas em 2014 após a morte de Ramis. Depois que um reboot de 2016 recebeu críticas mistas e teve baixo desempenho financeiro, uma segunda sequência do filme de 1984, Ghostbusters: Afterlife foi lançado em 2021, seguido por Ghostbusters: Frozen Empire três anos depois.
Em 2024, uma série animada foi anunciada pela Netflix. Ainda em fase de produção, não há previsão para estreia. 

## Enredo
Depois que os professores de parapsicologia da Universidade de Columbia, Peter Venkman, Ray Stantz e Egon Spengler, vivenciaram seu primeiro encontro com um fantasma na Biblioteca Pública de Nova York, o reitor da universidade desdenha da credibilidade de sua pesquisa focada no paranormal e os demite. O trio responde estabelecendo uma empresa chamada "Caça-Fantasmas", iniciando serviços de investigação e eliminação de entidades paranormais, utilizando um quartel de bombeiros abandonado como "QG"; eles também adquirem uma velha e deteriorada ambulância para usarem como "viatura" e contratam a jovem Janine Melnitz para trabalhar como secretária e recepcionista no QG. O trio desenvolve equipamentos de alta tecnologia movidos a energia nuclear para capturar e conter fantasmas, embora inicialmente os clientes sejam poucos e escassos.
Após um encontro paranormal em seu apartamento, a violoncelista Dana Barrett visita os Caça-Fantasmas. Ela relata ter testemunhado uma criatura demoníaca parecida com um cachorro em sua geladeira pronunciando uma única palavra: "Zuul". Ray e Egon realizam pesquisas pelo termo "Zuul" e anotam detalhes sobre o ocorrido no prédio de Dana enquanto Peter inspeciona seu apartamento e tenta, sem sucesso, flerta-la. Os Caça-Fantasmas conseguem mais um serviço, sendo contratados para capturar um fantasma guloso, Slimer, do Sedgewick Hotel. Tendo falhado em testar adequadamente seus equipamentos, Egon avisa o grupo que cruzar os fluxos de energia de suas armas de prótons poderia causar uma explosão catastrófica. Eles capturam o fantasma e o depositam em uma unidade de contenção de ectoplasmas instalada no porão do QG. Após o sucesso, os Caça-Fantasmas ficam famosos e várias atividades sobrenaturais são reportadas por Nova York, fazendo o trio finalmente ter bons lucros com os seus serviços; eles contratam um quarto membro, Winston Zeddemore, para lidar com a crescente demanda.
Suspeitando dos Caça-Fantasmas, Walter Peck, inspetor da Agência de Proteção Ambiental, visita o QG e pede para avaliar seus equipamentos, mas Peter nega. Egon avisa que a unidade de contenção está quase lotada enquanto energia sobrenatural está surgindo cada vez mais pela cidade. Após as pesquisas, Peter se encontra com Dana e informa que Zuul era um semideus adorado como servo de "Gozer, o Gozeriano", um deus da destruição que muda de forma. Ao voltar para casa, ela é possuída por Zuul; uma entidade semelhante possui seu vizinho ingênuo Louis Tully. Algum tempo depois, Peter chega no apartamento de Dana e a encontra possuída afirmando ser "o Guardião", enquanto Louis, também possuído, é capturado por policiais e levado a Egon afirmando ser "Vinz Clortho, o porteiro". Após descobrirem que Dana também está possuída através de um telefonema de Peter, os Caça-Fantasmas concluem que devem manter os dois espíritos longe um do outro.
Peck retorna ao QG com policiais e funcionários da cidade para prender os Caça-Fantasmas e desligar sua unidade de contenção, causando uma explosão que libera os fantasmas capturados. Durante o caos que se segue, Louis/Vinz escapa da confusão e segue até o prédio para se juntar a Dana/Zuul. Na prisão, Ray e Egon revelam que, após fazerem algumas pesquisas antes de serem presos, descobriram que Ivo Shandor, líder de um culto de adoração a Gozer no início do século 20, projetou o prédio de Dana para funcionar como uma antena para atrair e concentrar energia espiritual para invocar Gozer e provocar o apocalipse. Diante do caos sobrenatural pela cidade, os Caça-Fantasmas convencem o prefeito a libertá-los.
Os Caça-Fantasmas vão para um templo escondido localizado no topo do prédio onde Dana/Zuul e Louis/Vinz, uma vez juntos, realizam o ritual de abertura do portal entre as dimensões e se transformam em cães demoníacos. Gozer aparece na forma de uma mulher e ataca os Caça-Fantasmas, depois desaparece quando eles tentam retaliar. Sua voz desencarnada exige que os Caça-Fantasmas "escolham a forma do destruidor" através de seus pensamentos, mas Peter os orienta a manter suas mentes vazias. Ray, entretanto, inadvertidamente se lembra de um conhecido mascote de uma empresa de doces de sua infância e Gozer ressurge como um gigantesco homem de marshmallow Stay Puft que começa a destruir a cidade. Contrariando seu conselho anterior, Egon instrui a equipe a cruzar seus fluxos de energia de prótons no portão dimensional. A explosão resultante destrói o gigante Stay Puft/Gozer, levando-o de volta à sua dimensão e fechando o portal. Após Dana e Louis retornarem à suas formas humanas, os Caça-Fantasmas os resgatam dos destroços e descem até o térreo do prédio, onde são recebidos como heróis pelas ruas.

## Elenco
- Bill Murray como Peter Venkman
- Dan Aykroyd como Ray Stantz
- Harold Ramis como Egon Spengler
- Sigourney Weaver como Dana Barrett
- Rick Moranis como Louis Tully
- Annie Potts como Janine Melnitz
- William Atherton como Walter Peck

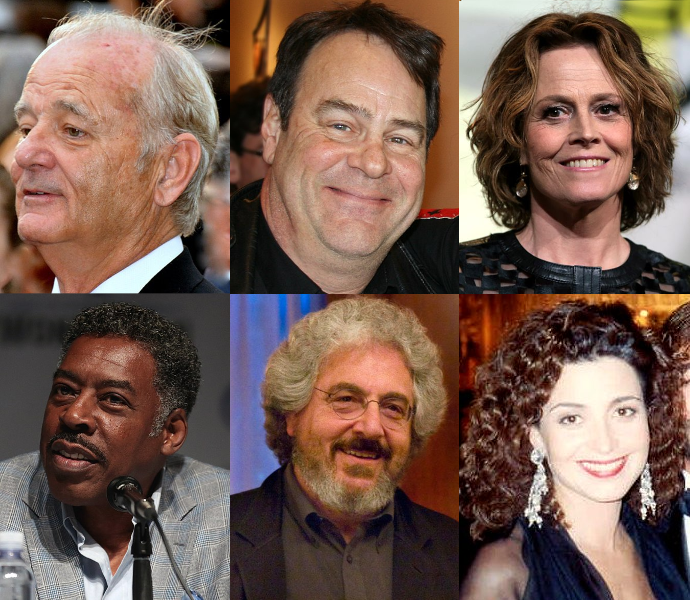
Da esquerda para direita e de cima para baixo: Bill Murray, Dan Aykroyd, Sigourney Weaver, Ernie Hudson, Harold Ramis e Annie Potts.

- Ernie Hudson como Winston Zeddemore

Além do elenco principal, Os Caça-Fantasmas conta com David Margulies como Lenny Clotch, prefeito de Nova York, Michael Ensign como gerente do Sedgewick Hotel, e Slavitza Jovan como a forma feminina humana de Gozer (dublado por Paddi Edward). Também apresenta a astróloga Ruth Hale Oliver como a fantasma da biblioteca, Alice Drummond como a bibliotecária, Jennifer Runyon e Steven Tash como as cobaias psicológicas de Peter no início do filme, Timothy Carhart como o violinista colega de Dana e Reginald VelJohnson como o agente penitenciário. A modelo playmate de março de 1981 Kymberly Herrin aparece como uma fantasma sedutora em um sonho de Ray.
Roger Grimsby, Larry King, Joe Franklin e Casey Kasem fazem aparições como eles próprios (com Kasem atuando apenas num papel de voz). Além disso, a esposa de Kasem, Jean, aparece como a convidada alta na festa que Louis dá em seu apartamento, junto com Debbie Gibson e o ator pornô Ron Jeremy. O diretor Ivan Reitman forneceu a voz para Slimer e outras vozes fantasmas diversas.

## Produção

### Desenvolvimento

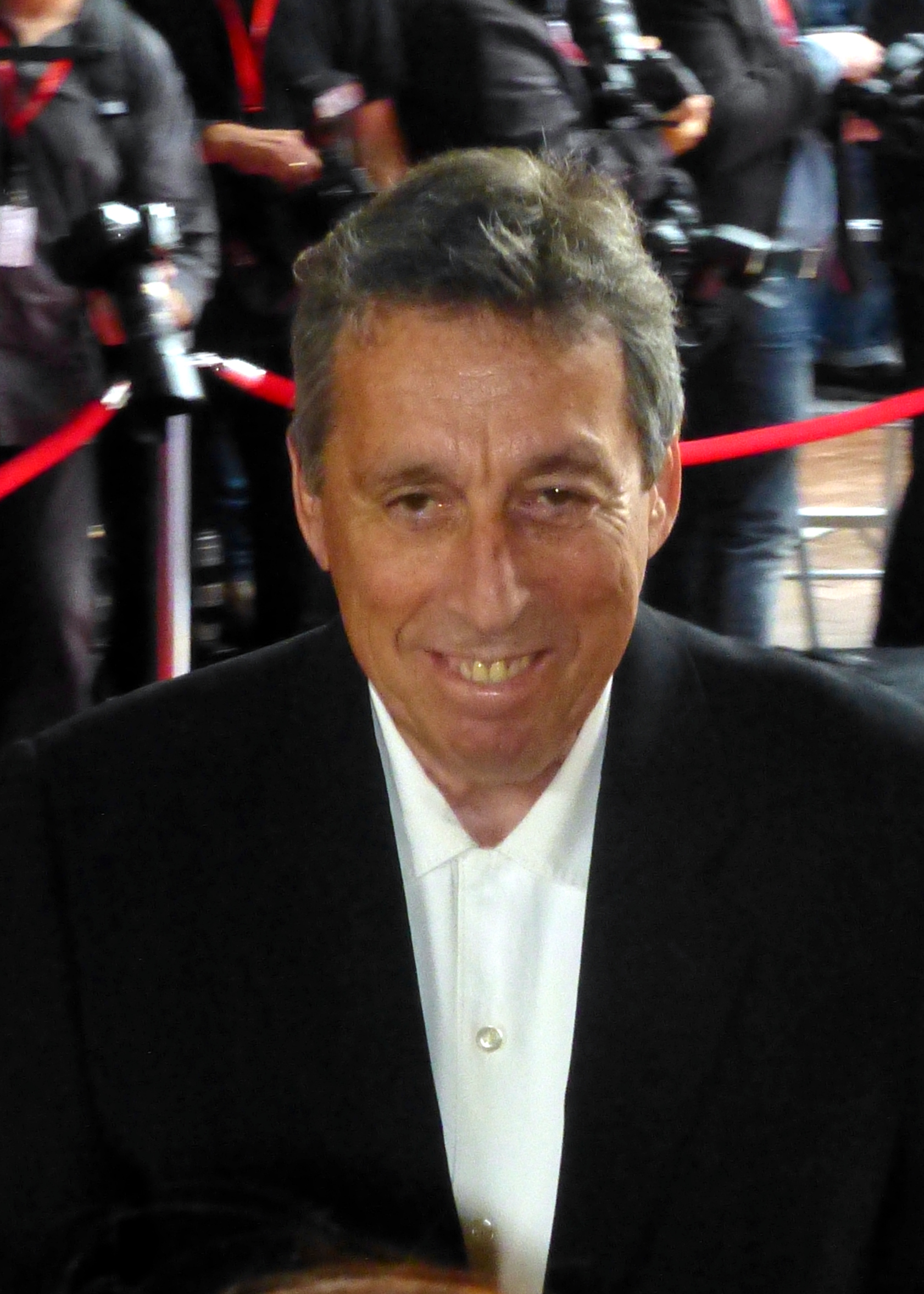
O diretor Ivan Reitman (fotografado em 2013) contribuiu com ideias para o roteiro de Os Caça-Fantasmas e ajudou a garantir seu financiamento

Os Caça-Fantasmas foi inspirado pelo fascínio e crença de Dan Aykroyd na paranormalidade que ele herdou de seu pai, que mais tarde escreveu o livro A History of Ghosts; sua mãe, que já afirmou ter visto fantasmas; seu avô, que fez experiências com rádios para contatar os mortos; e seu bisavô, um renomado espírita. Em 1981, Aykroyd leu um artigo sobre física quântica e parapsicologia no The Journal of the American Society for Psychical Research, que lhe deu a ideia de "capturar fantasmas". Ele também foi atraído pela ideia de modernizar filmes cômicos de fantasmas lançados em meados do século 20 atuados por comediantes como Abbott & Costello (Hold That Ghost, 1941), Bob Hope (The Ghost Breakers, 1940) e os Bowery Boys (Ghost Chasers, 1951).
Aykroyd escreveu o roteiro, com a intenção de estrelar ao lado de Eddie Murphy e seu amigo próximo e ex-colega do Saturday Night Live John Belushi, antes da morte do segundo em março de 1982. Aykroyd se lembra de estar escrevendo uma das falas de Belushi quando o produtor e o agente de talentos Bernie Brillstein ligou para informá-lo de sua morte. Ele recorreu a outro ex-colega de elenco do "SNL", Bill Murray, que concordou em ingressar no projeto sem um acordo explícito, que era como ele frequentemente trabalhava. Aykroyd apresentou seu conceito a Brillstein como três homens que perseguem fantasmas e incluiu um esboço do homem de marshmallow que ele havia imaginado. Ele comparou os "Caça-Fantasmas" a trabalhadores de controle de pragas, dizendo que "chamar um Caça-Fantasmas era como eliminar ratos". Aykroyd acreditava que Ivan Reitman era a escolha lógica para dirigir o projeto, com base em seus sucessos em filmes como Animal House (1978) e Stripes (1981). Reitman estava ciente do esboço do filme desde antes da morte de Belushi. A versão original seria ambientada num futuro distópico e iria retratar vários "grupos" de caça-fantasmas intergalácticos; Reitman sentiu que essa versão "teria custado algo em torno de US$ 200 milhões para ser feita". O tratamento original do roteiro de 70 a 80 páginas de Aykroyd tinha um tom mais sério e pretendia ser mais assustador, embora ainda fosse planejado como uma comédia.
Reitman se encontrou com Aykroyd nas adequações da Art's Delicatessen em Studio City, Los Angeles, e explicou que seu conceito inicial seria praticamente impossível de ser feito. Ele sugeriu que ambientar o filme inteiramente na Terra tornaria os elementos fantasmagóricos mais engraçados e que focar no realismo desde o início tornaria o "homem de marshmallow" mais verossímil no filme final. Ele também queria retratar as origens dos Caça-Fantasmas antes de iniciarem seus negócios: "Isso foi no início da década de 1980 - todo mundo estava entrando no mundo dos negócios". Após a reunião, eles conheceram Harold Ramis no Burbank Studios da Warner Bros. Reitman havia trabalhado com Ramis em filmes anteriores e acreditava que ele poderia executar melhor o tom que pretendia para o roteiro do que o próprio Aykroyd; ele também sentiu que Ramis poderia interpretar um dos Caça-Fantasmas. Depois de ler o roteiro, Ramis entrou imediatamente no projeto.
Embora o roteiro exigisse mudanças consideráveis, Reitman apresentou o filme ao executivo da Columbia Pictures, Frank Price, em março de 1983. Price achou o conceito engraçado, mas não tinha certeza do projeto, já que as comédias eram vistas como tendo lucratividade limitada. Ele disse que o filme teria um grande orçamento devido aos seus efeitos especiais e elenco de estrelas. Reitman teria respondido que eles poderiam trabalhar com US$ 25–30 milhões, após uma reunião de acordo que envolveu várias cifras. Price concordou, desde que o filme pudesse ser lançado até junho de 1984. Reitman mais tarde admitiu que inventou o valor, baseando-o em três vezes o orçamento de Stripes, fazendo-o parecer "razoável". Foi estipulado um prazo de treze meses para concluir o filme, sem roteiro finalizado, estúdio de efeitos ou data de início das filmagens. Reitman contratou seus colaboradores anteriores Joe Medjuck e Michael C. Gross como produtores associados. O CEO da Columbia, Fay Vincent, enviou seu advogado Dick Gallop a Los Angeles para convencer Price a não prosseguir com o filme, mas Price discordou; Gallop voltou à sede para informar que Price estava "fora de controle".
Como o título "Ghostbusters" foi legalmente restringido pelo programa infantil The Ghost Busters dos anos 1970, que era de propriedade da Universal Studios, vários títulos alternativos foram considerados, incluindo "Ghoststoppers", "Ghostbreakers" e "Ghostsmashers". Price se separou da Columbia no início da produção de Os Caça-Fantasmas e se tornou chefe da Universal, vendendo os direitos de título à Columbia por US$ 500.000 mais 1% dos lucros do filme. Dadas as práticas contábeis de Hollywood (um método usado pelos estúdios para inflar artificialmente os custos de produção de um filme para limitar o pagamento de royalties ou impostos) o filme tecnicamente nunca gerou um lucro considerável para a Universal.

### Escrita do roteiro
Aykroyd, Ramis e Reitman começaram a retrabalhar o roteiro, primeiro no escritório de Reitman, depois isolando-se com suas famílias em Martha's Vineyard, no Massachusetts. Aykroyd tinha uma casa lá e eles trabalharam dia e noite em seu porão por cerca de duas semanas. Aykroyd estava disposto a retrabalhar seu roteiro; ele se considerava um escritor de "pia de cozinha" que criava situações engraçadas e jargões paranormais, enquanto Ramis refinava as piadas e os diálogos. Eles escreveram separadamente e depois reescreveram os rascunhos um do outro. Algumas ideias foram descartadas, incluindo um asilo assombrado por celebridades e um depósito ilegal de fantasmas em um posto de gasolina em Nova Jersey. Seu rascunho inicial foi concluído quando eles deixaram Vineyard em meados de julho de 1983, e um terceiro e quase final rascunho estava pronto no início de agosto. Quando Murray voou para Nova York depois de filmar O Fio da Navalha (1984) para conhecer Aykroyd e Ramis, ele ofereceu poucas contribuições sobre o roteiro ou seu personagem. Tendo escrito para Murray várias vezes, Ramis disse que sabia "como lidar com a voz de seu personagem".
Foi decidido desde o início que o personagem de Ramis seria o líder dos Caça-Fantasmas, o coração de Aykroyd e a boca de Murray. Aykroyd inspirou-se em arquétipos de ficção: "Coloque Peter Venkman, Raymond Stantz e Egon Spengler juntos e você terá o Espantalho, o Leão Covarde e o Homem de Lata". Seu conceito exigia que os Caça-Fantasmas tivessem um chefe e fossem direcionados às situações, mas Ramis preferia que eles estivessem no controle "de seu próprio destino" e fizessem suas próprias escolhas. Isso levou ao desenvolvimento de identidades mais distintas para os personagens: Peter como o vendedor moderno e descolado, Ray como o técnico honesto e entusiasmado, e Egon como o intelectual factual e estóico.
Reitman pensou que as partes mais difíceis da escrita eram determinar o objetivo da história, quem era o vilão e seu objetivo, por que os fantasmas estavam se manifestando e como um imponente "homem de marshmallow" apareceria. A criatura era uma das muitas entidades sobrenaturais elaboradas no tratamento inicial de Aykroyd, originalmente destinada a emergir do Rio East apenas vinte minutos após o início do filme. Isso chamou a atenção de Reitman, mas o preocupou por causa do tom relativamente realista que estavam adotando. Enquanto isso, Reitman procurava um estúdio de efeitos especiais, eventualmente recrutando Richard Edlund no mesmo período de duas semanas.

### Elenco e personagens

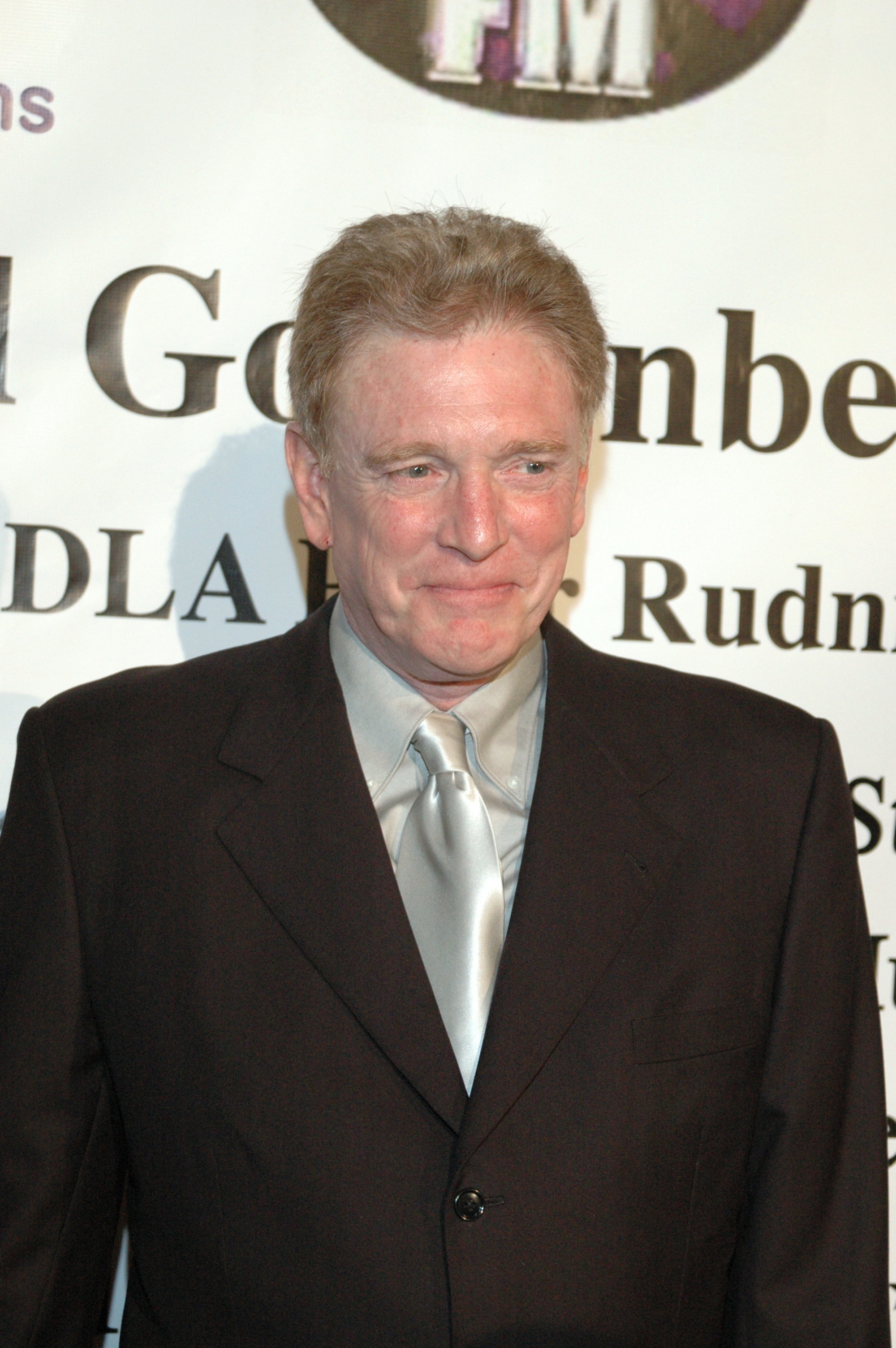
William Atherton (fotografado em 2009) interpreta Walter Peck, o inspetor da Agência de Proteção Ambiental.

Murray foi considerado essencial para o sucesso potencial de Os Caça-Fantasmas, mas era conhecido por não se comprometer com projetos até tarde. Quando Price, ainda executivo da Columbia, concordou em financiar o projeto anterior de Murray, O Fio da Navalha, ele acreditava que, se o filme fosse mal, perderia pouco dinheiro, fazendo o ator garantir um compromisso com Os Caça-Fantasmas a fim de recuperar popularidade. Ainda sim, Michael Keaton, Chevy Chase, Tom Hanks, Robin Williams, Steve Guttenberg e Richard Pryor também foram estudados para o papel de Peter Venkman. Keaton também foi considerado para o papel de Egon, assim como Christopher Walken, John Lithgow, Christopher Lloyd e Jeff Goldblum. Ramis se inspirou na capa de um jornal sobre arquitetura abstrata para a aparência de Egon, apresentando um homem vestindo um terno de tweed de três peças e óculos de aro de arame, com o cabelo em pé; ele adotou o primeiro nome do personagem de um refugiado húngaro com quem frequentou a escola e o sobrenome do historiador alemão Oswald Spengler. Além das três estrelas principais, Joe Medjuck foi o grande responsável pela escolha dos papéis.
Hudson fez cinco testes para o papel de Winston Zeddemore, o quarto membro contratado pelos Caça-Fantasmas. Segundo ele, uma versão anterior do roteiro deu a Winston um papel maior como especialista em demolições da Força Aérea com uma história elaborada. Empolgado com o papel, ele concordou com o trabalho pela metade do seu salário habitual. Na noite anterior ao início das filmagens, ele recebeu um novo roteiro com um papel bastante reduzido; Reitman explicou a ele que o estúdio queria expandir a participação de Murray. Aykroyd disse que Winston era o papel pretendido para Eddie Murphy, embora Reitman negasse. Gregory Hines e Reginald VelJohnson também foram considerados para o papel, com este último realizando uma pequena participação como o agente penitenciário onde os Caça-Fantasmas são presos.
Daryl Hannah, Denise Crosby, Julia Roberts e Kelly LeBrock fizeram o teste para o papel de Dana Barrett, mas Sigourney Weaver atraiu a atenção dos cineastas. Houve resistência em escalá-la por causa dos papéis geralmente sérios que ela desempenhou em Alien, o Oitavo Passageiro (1979) e The Year of Living Dangerously (1982). Durante os testes, entretanto, ela revelou sua formação cômica, desenvolvida na Yale School of Drama em New Haven, Connecticut, e começou a andar de quatro e a uivar como um cachorro durante sua audição. A própria atriz sugeriu que Dana fosse possuída por Zuul; Reitman disse que isso ajudou a resolver os problemas do último ato, dando aos personagens interesses pessoais nos eventos do filme. Weaver também sugeriu a mudança da ocupação de Dana de modelo para musicista, argumentando que a personagem pode ser um tanto rígida, mas possuía alma porque toca violoncelo.
Foi oferecido a John Candy o papel de Louis Tully, o ingênuo vizinho de Dana. Ele disse a Reitman que não entendia o personagem e sugeriu retratar Tully com um sotaque alemão e possuindo vários pastores-alemães, mas os cineastas sentiram que já havia cães suficientes no filme; com tais objeções, Candy optou por não ficar com o papel. Reitman já havia trabalhado com Rick Moranis e lhe enviou o roteiro; uma hora após recebê-lo e o ler, Moranis rapidamente o telefonou para aceitar o papel. Moranis desenvolveu muitos aspectos de seu personagem, incluindo torná-lo um contador, além de ter improvisado o longo discurso na cena da festa no apartamento de Tully. Sandra Bernhard recusou o papel da secretária dos Caça-Fantasmas, Janine Melnitz, fazendo com que este fosse dado para Annie Potts. Quando ela chegou para seu primeiro dia de filmagem, Potts pegou emprestado um óculos usado por um cenógrafo para interpretar sua personagem, utilizando o objeto durante todo o filme.
William Atherton foi escolhido para o papel de Walter Peck depois de ter aparecido na peça da Broadway Broadway. Peck foi descrito como semelhante ao papel de Margaret Dumont como contraponto cômico aos Irmãos Marx. Atherton disse: "Não pode ser engraçado e não acho [os Caça-Fantasmas] nem um pouco charmosos. Devo estar indignado". O papel do deus sumério "Gozer, o Gozeriano", concebido como um arquiteto de negócios, foi originalmente planejado para Paul Reubens. Quando ele recusou a proposta, a atriz iugoslava Slavitza Jovan foi escalada e o personagem mudou para ser retratado como uma mulher com vestimentas inspiradas nos looks andróginos de Grace Jones e David Bowie. Embora não recebesse crédito, Paddi Edwards ficou responsável por fornecer a voz grossa e monstruosa de Gozer, dublando Jovan com o forte sotaque eslavo da atriz. A esposa de Reitman e seus filhos, Jason e Catherine, filmaram uma cena interpretando uma família fugindo do prédio de Dana, mas a cena foi cortada porque Jason ficou fora do enquadramento das câmeras e não quis realizar uma segunda tomada pois estava muito assustado.

### Filmagens

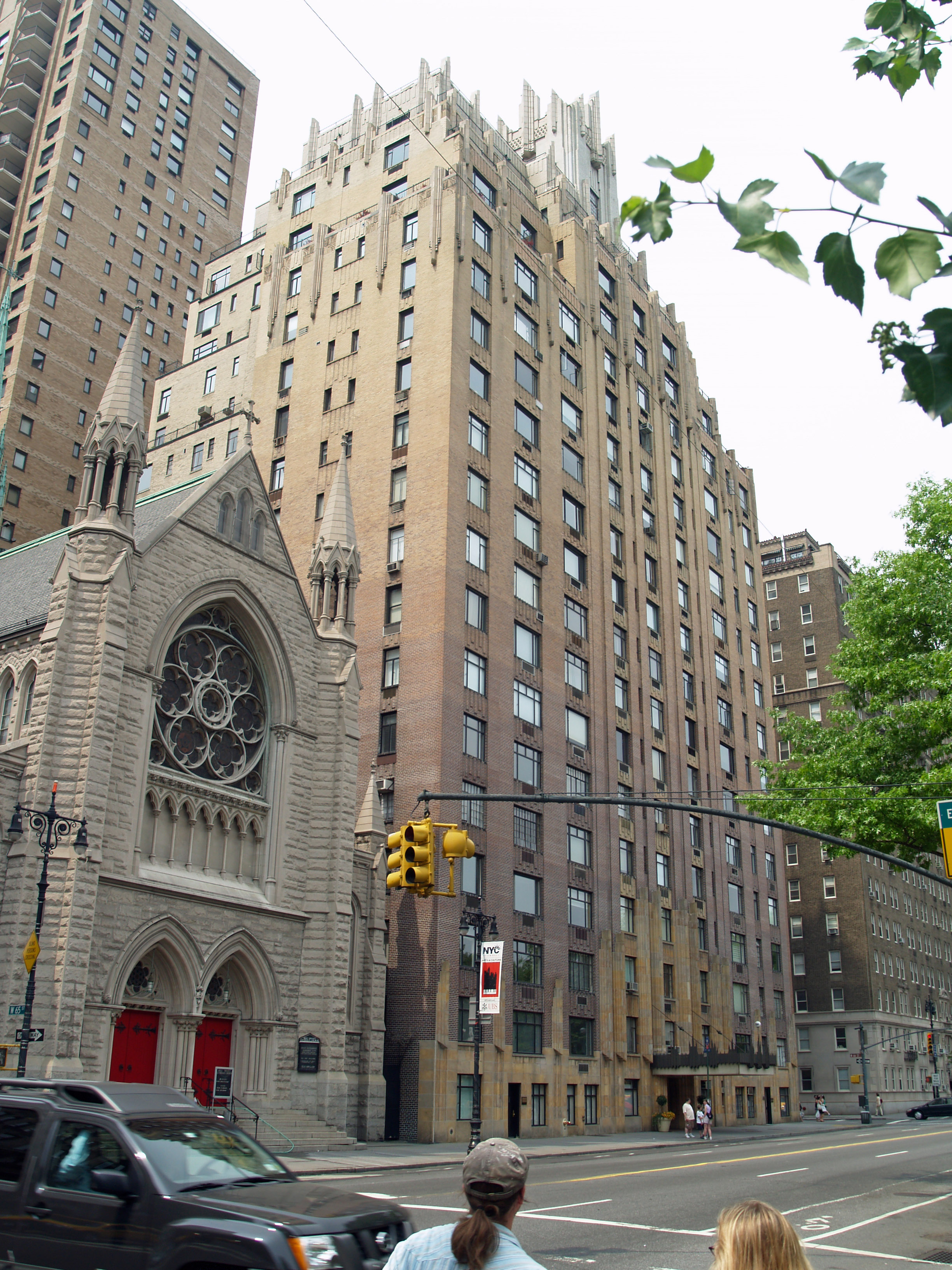
O edifício 55 Central Park West (fotografado em 2007) serviu de cenário para a batalha entre os Caça-Fantasmas e Gozer durante o clímax do filme

A fotografia principal teve início na cidade de Nova York em 28 de outubro de 1983. No primeiro dia, Reitman trouxe Murray ao set, ainda sem ter certeza se havia lido o roteiro. As tomadas em Nova York duraram aproximadamente seis semanas, terminando pouco antes do Natal. Reitman estava consciente de que eles teriam que completar a fase de Nova York antes de encontrarem um local de clima inóspito ainda em dezembro. Na época, escolher filmar na cidade de Nova York era considerado arriscado. No início da década de 1980, muitos viam a cidade como sinônimo de desastre fiscal e violência, enquanto Los Angeles era vista como o centro da indústria do entretenimento. Em uma entrevista de 2014, Reitman disse que escolheu Nova York porque "eu queria que o filme fosse... meu filme de Nova York". Como Reitman estava trabalhando com comediantes, ele incentivou a improvisação, adaptando múltiplas tomadas e mantendo as criações do elenco que funcionavam, mas direcionando-as de volta ao roteiro.
Algumas tomadas de guerrilha ocorreram, capturando cenas espontâneas em locais icônicos da cidade, incluindo uma filmagem no Rockefeller Center, onde os atores foram perseguidos por um verdadeiro segurança. Algumas filmagens foram feitas no Central Park West com vários figurantes gritando "Ghostbusters".
O prédio 55 Central Park West serviu como lar da personagem de Weaver e cenário da batalha entre os Caça-Fantasmas e Gozer no clímax do filme. O departamento de arte adicionou pisos e enfeites extras usando matte painting, além de modelos e efeitos digitais para criar o ponto focal da atividade fantasmagórica. Para as filmagens da cena final no prédio, as autoridades municipais permitiram o fechamento das ruas adjacentes em pleno horário de pico, o que afetou o trânsito em grande parte da cidade. Michael C. Gross comentou que, do topo do prédio, eles podiam ver o trânsito formando filas até o Brooklyn. Em vários momentos, um policial apontou uma arma para um taxista que recusou ordens para parar de buzinar; em um incidente semelhante, outro policial puxou um motorista pela janela de uma limusine. Quando cidadãos furiosos perguntaram a Medjuck o que estava sendo filmado, ele culpou Francis Ford Coppola pelas filmagens de The Cotton Club (1984). Aykroyd chegou a encontrar no local o escritor de ficção científica Isaac Asimov, um homem que ele admirava, que reclamou: "Vocês estão incomodando este prédio, é simplesmente horrível; vocês não podem escapar disso tudo impunes!" Diretamente ao lado do 55 Central Park West fica a Igreja Luterana da Santíssima Trindade, que é pisada pelo homem de marshmallow no filme.

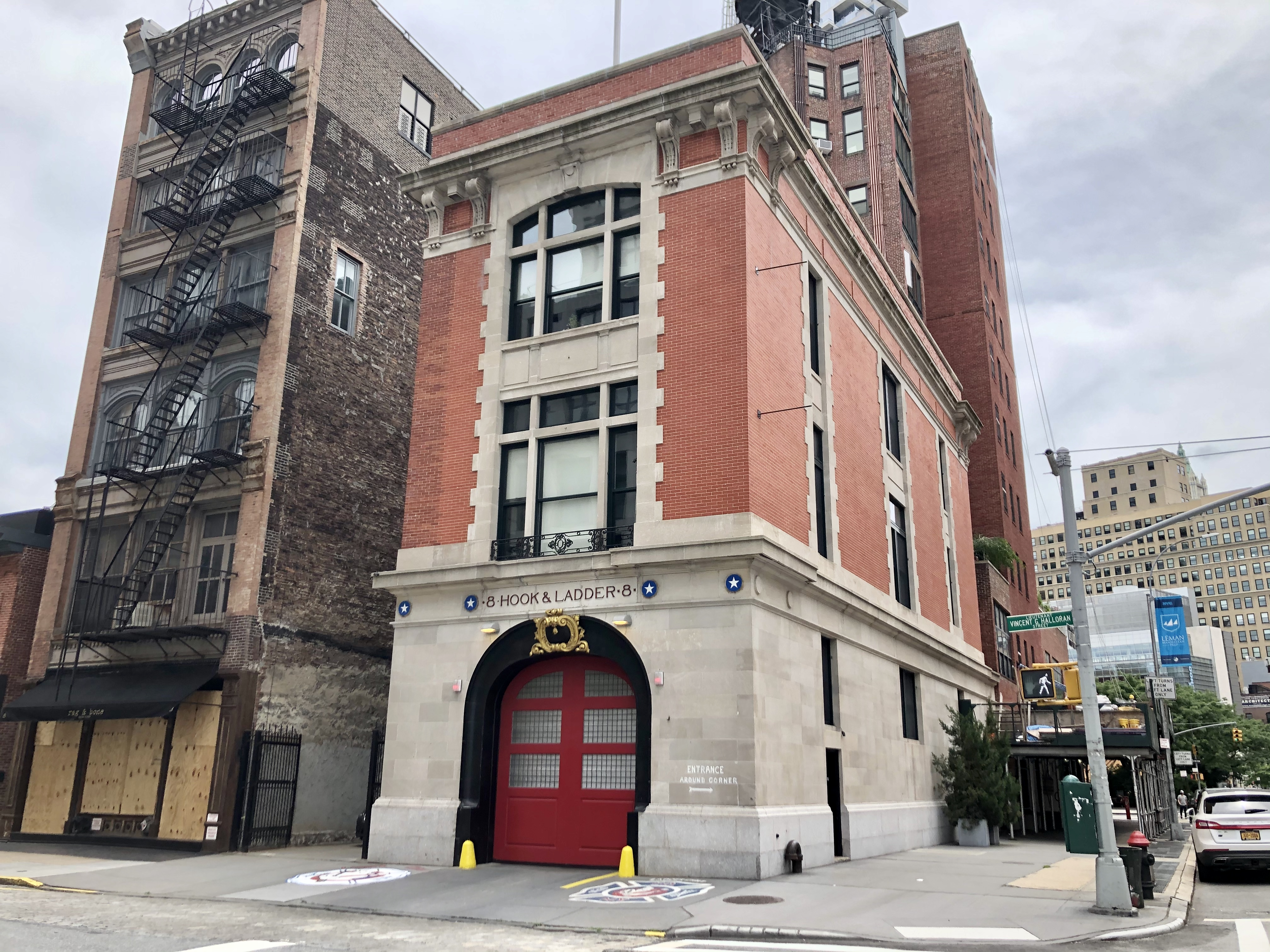
Prédio da Firehouse, Hook & Ladder Company 8 (fotografado em 2007), sede do Corpo de Bombeiros de Nova York, usado para as cenas externas da sede dos Caça-Fantasmas

Outros locais incluíam o prédio da Prefeitura de Nova York, a Biblioteca Pública da cidade, o Lincoln Center, o Columbus Circle, o Irving Trust na Quinta Avenida e o restaurante Tavern on the Green. O Firehouse, Hook & Ladder Company 8, pertencente ao Corpo de Bombeiros de Nova York localizado no bairro de TriBeCa, foi usado como o QG dos Caça-Fantasmas. A Universidade de Columbia permitiu que seu Havemeyer Hall substituísse o fictício Weaver Hall, com a condição de que a universidade não fosse identificada pelo nome no filme.
As filmagens foram transferidas para Los Angeles, sendo retomadas entre o Natal e o Ano Novo. Devido ao uso de efeitos práticos no filme, eram necessários técnicos qualificados que residissem principalmente na cidade e estúdios de som que não existiam em Nova York. Apesar de seu cenário, a maior parte de Os Caça-Fantasmas foi filmada em locações em Los Angeles ou em sets no Burbank Studios. Os exploradores de locações procuraram edifícios que pudessem replicar os interiores dos edifícios filmados em Nova York. Reitman tentou negociar filmagens do interior do Hook & Ladder 8 de Nova York, mas não conseguiu porque o local era um corpo de bombeiros bastante ativo e as filmagens poderiam atrapalhar a rotina dos bombeiros. Com esse empecilho, fotos do interior do corpo de bombeiros foram tiradas no antigo Fire House No. 23 desativado, no centro de Los Angeles. O projeto do edifício, embora comum em Nova York, era uma raridade em Los Angeles. Uma fotografia de arquivo de uma equipe no Fire House 23 de 1915 ainda em atividade foi pendurada no fundo do escritório dos Caça-Fantasmas.
As filmagens na sala de leitura principal da Biblioteca Pública de Nova York só foram permitidas no início da manhã e deveriam ser concluídas até as 10h. As cenas das pilhas de livros da biblioteca do porão foram rodadas na Biblioteca Central de Los Angeles, pois, segundo Reitman, as pilhas eram tão grandes que a produção não teria tempo de preparar o todo cenário e rodar as cenas até o horário permitido pela biblioteca de Nova York. O Millennium Biltmore Hotel, localizado no centro de Los Angeles, serviu para as cenas ambientadas no fictício Sedgewick Hotel. A fotografia principal foi concluída no final de janeiro de 1984, após cerca de três meses de filmagem.

### Pós-produção
O curto cronograma de produção e a data de lançamento iminente obrigaram Reitman a providenciar imediatamente a edição do filme enquanto ele ainda estava sendo rodado. Muitas vezes só havia tempo para fazer algumas tomadas. Reitman às vezes achava frustrante fazer um filme carregado de efeitos, já que os efeitos especiais tinham que ser planejados e filmados com antecedência; não havia opção de voltar atrás e produzir novas cenas. Como Gross descreveu: "Você faz um storyboard com antecedência, é como editar com antecedência. Você tem uma cena, eles vão aprová-la e vamos passar nove meses fazendo esse corte. Não haverá "segundas tomadas", outtakes, etc. Você pode cortar coisas, mas não pode adicionar coisas. Isso deixou [Reitman] tão confinado que realmente o incomodou".
Uma cena excluída envolveu um segmento onde Ray tem um encontro sexual com uma mulher fantasma. A cena pretendia apresentar um interesse amoroso para o personagem de Aykroyd. Ramis acreditava que tal cena pareceria estranho à trama rápida, então Reitman retrabalhou a filmagem como uma simples sequência de um sonho que Ray teve durante o filme. O editor Sheldon Kahn enviou a Reitman rolos de sequências em preto e branco durante as filmagens. Eles não apenas permitiram que ele fizesse alterações, mas ele considerou que também o ajudaram a entender como definir melhor o ritmo do filme. Kahn completou a primeira versão completa três semanas após o término das filmagens. A versão final dura 105 minutos.

### Música
A trilha sonora de Os Caça-Fantasmas foi composta por Elmer Bernstein e interpretada pela orquestra sinfônica do Hollywood Studio Symphony, de 72 pessoas, no estúdio de gravação The Village localizado em West Los Angeles, Califórnia. Foi orquestrado por David Spear e Peter, filho de Bernstein. Elmer Bernstein já havia marcado presença em vários filmes de Reitman e se juntou ao projeto de Os Caça-Fantasmas logo no início, antes mesmo de todo o elenco ter sido contratado. Reitman queria uma trilha sonora realista e fundamentada e não queria que a música dissesse ao público quando algo era engraçado. Bernstein usou Ondas Martenot (um teclado eletrônico semelhante a um teremim) para produzir "efeitos sombrios e fantasmagóricos". Bernstein teve que trazer um músico da Inglaterra para tocar o instrumento porque havia poucos ondistas americanos treinados. Ele também usou três sintetizadores Yamaha DX7. Em uma entrevista de 1985, Bernstein descreveu a trilha sonora de Os Caça-Fantasmas como a mais difícil que ele havia produzido para um filme, achando um desafio equilibrar os vários tons cômicos e sérios. Ele criou um tema "excêntrico" para os Caça-Fantasmas que descreveu como "fofo, sem ser realmente excêntrico". Ele achou as últimas partes do filme mais fáceis de pontuar, com o objetivo de torná-lo "incrível e místico".
No início, Reitman e Bernstein discutiram a ideia de que o filme apresentaria uma música popular em pontos específicos para complementar a trilha sonora original de Bernstein. Isso inclui "Magic", de Mick Smiley, que toca durante a cena em que os fantasmas são libertados do QG dos Caça-Fantasmas. Bernstein compôs um tema especial para os Caça-Fantasmas, mas este foi substituído mais tarde pela canção "Ghostbusters", interpretada por Ray Parker Jr. Bernstein pessoalmente não gostou do uso dessas músicas, particularmente "Magic", mas declarou: "é muito difícil argumentar contra algo como essa música [se referindo à "Ghostbusters"], quando [ela] está entre os dez primeiros nas paradas musicais".
Canções cantadas se mostraram necessárias para a montagem do meio do filme, com "I Want a New Drug", da banda Huey Lewis and the News, sendo usada como espaço reservado temporário devido ao seu ritmo apropriado. Havia aproximadamente 50 a 60 músicas-tema diferentes desenvolvidas para Os Caça-Fantasmas por diferentes artistas antes do envolvimento de Parker Jr., embora nenhuma tenha sido considerada adequada. Huey Lewis foi abordado para compor o tema do filme, mas ele já estava comprometido para trabalhar em Back to the Future (1985). Reitman foi mais tarde apresentado a Parker Jr., que desenvolveu "Ghostbusters" com um riff semelhante para combinar com a edição.

## Projeto
Durante os treze meses de produção, todos os principais estúdios de efeitos especiais estavam ocupados trabalhando em outros filmes. Os que restaram eram pequenos demais para trabalhar nas aproximadamente 630 tomadas de efeitos individuais necessárias para Os Caça-Fantasmas. Ao mesmo tempo, o diretor de fotografia de efeitos especiais Richard Edlund planejava deixar a Industrial Light & Magic - ILM e iniciar seu próprio negócio. Reitman convenceu a Columbia a colaborar com a Metro-Goldwyn-Mayer - MGM, que também precisava de um estúdio de efeitos, para adiantar US$ 5 milhões a Edlund para estabelecer sua própria empresa, originando a Boss Film Studios. De acordo com Edlund, os advogados usaram grande parte do tempo de preparação para finalizar o contrato, deixando apenas dez meses restantes para construir o estúdio de efeitos, filmar as cenas e compor as imagens. A equipe do Boss Film Studios foi dividida para concluir os trabalhos de Os Caça-Fantasmas, da Columbia, e o filme de ficção científica 2010, da MGM. Os efeitos de US$ 5 milhões chegaram a US$ 700.000 acima do orçamento. O rigoroso cronograma de filmagem fez com que a maioria das cenas envolvendo efeitos fossem capturadas em uma única tomada. Gross supervisionou a criação da Boss Film Studios e a contratação de muitos designers conceituais, incluindo os artistas de quadrinhos Tanino Liberatore (cujo trabalho não foi utilizado) e Bernie Wrightson (que ajudou a conceber vários desenhos de fantasmas), além do artista de storyboard Thom Enriquez, cujo designs contribuíram para o "fantasma Onion Head" (Slimer).

### Efeitos das criaturas

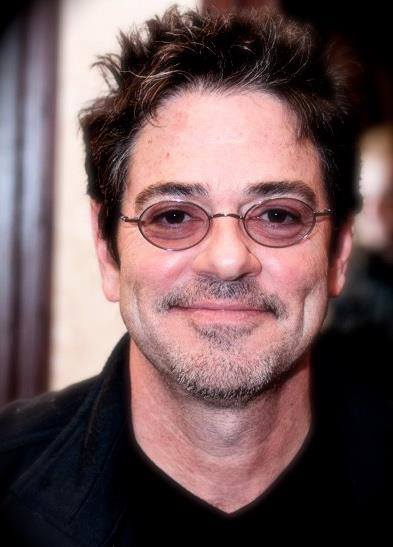
Steve Johnson criou o design final do "fantasma Onion Head", mais tarde denominado "Slimer"

O trabalho anterior de Edlund no filme de terror sobrenatural Poltergeist (1982) serviu de referência para os designs dos fantasmas em Os Caça-Fantasmas. Gross disse que era difícil equilibrar o fato de os fantasmas serem uma ameaça genuína e ao mesmo tempo ajustar o tom mais cômico do filme. O artista de efeitos especiais Steve Johnson esculpiu um fantasma verde, guloso e viscoso, então conhecido como "fantasma Cabeça de Cebola" no set devido ao cheiro desagradável do boneco. A criatura recebeu o "nome oficial" de "Slimer" na série animada de televisão de 1986, The Real Ghostbusters. O desenho de Slimer levou seis meses e custou aproximadamente US$ 300.000. Depois de lutar para concluir um projeto devido à interferência executiva, Johnson pegou pelo menos três gramas de cocaína e completou o projeto final em uma noite, baseado em parte no desejo de Aykroyd e Ramis de que a criatura homenageasse Belushi. O boneco de espuma de borracha em tamanho real foi usado por Mark Wilson e filmado contra um fundo preto. Os marionetistas manipulavam os movimentos do modelo com cabos.
Aykroyd encarregou seu amigo, conhecido como Viking, de projetar o homem de marshmallow, pedindo uma combinação dos mascotes Bibendum, da empresa Michelin, e Pillsbury Doughboy, da Pillsbury Company, com chapéu de marinheiro. A roupa do homem de marshmallow foi construída e retratada pelo ator e artista de efeitos especiais Bill Bryan, que modelou sua caminhada baseando-se em Godzilla. Havia dezoito trajes de espuma, cada um custando entre US$ 25 mil e US$ 30 mil; dezessete deles, usados pelo dublê Tommy Cesar, foram queimados durante as filmagens (na cena da batalha final onde ocorre a explosão dos raios atômicos das armas dos Caça-Fantasmas). Bryan usou um suprimento de ar separado devido à toxicidade da espuma. O traje possuía três cabeças diferentes, construídas em espuma e fibra de vidro, com diferentes expressões e movimentos controlados por mecanismos de cabos. O figurino foi filmado contra maquetes para finalizar o efeito. A equipe de efeitos conseguiu encontrar apenas um modelo de carro de polícia na escala correta e comprou vários, modificando-os para representar veículos diferentes. A água de um hidrante estourado atingido por um carro controlado remotamente era na verdade areia, pois a água não diminuiu. O "marshmallow" que choveu sobre a multidão depois de ser destruído era, na verdade, creme de barbear. Foram providenciados inicialmente 68 kg de puro creme de barbear que seriam utilizados nas filmagens, mas a produção acabou usando apenas 34 kg. O creme agiu como irritante para a pele após várias horas de filmagem, causando algumas erupções cutâneas nos atores.
Johnson também concebeu o zumbi que aparece dirigindo um táxi numa cena do filme. Foi o único boneco filmado em locações na cidade de Nova York. Para criá-lo, Johnson baseou-se em um boneco de cadáver reanimado que ele fez para o filme de 1981 Um Lobisomem Americano em Londres. Johnson e Wilson colaboraram em conjunto para criar o Fantasma da Biblioteca, concebendo um fantoche operado por até vinte cabos que passavam pelo torso que controlavam aspectos como mover a cabeça, braços e puxar a pele de borracha do torso para transformá-lo de um humanóide em uma entidade monstruosa. O boneco original do Fantasma da Biblioteca foi considerado muito assustador para o público mais jovem e foi reaproveitado para uso em Fright Night (1985). A cena do catálogo da biblioteca foi realizada ao vivo em três tomadas, com a equipe soprando através de tubos de cobre para forçar os envelopes das gavetas a voarem pelo ar; eles tiveram que ser coletados e remontados para cada tomada. Reitman usou uma configuração de múltiplas câmeras para focar na bibliotecária e nos papéis voando ao seu redor através de uma visão geral mais ampla. Os livros flutuantes, que também aparecem na cena, foram pendurados em fios de náilon.
Randall William Cook foi responsável pela criação dos bonecos em stop-motion em escala de um quarto para os personagens Gozer, Zuul e Vinz e os lobos demoníacos, quando em movimento. Esses últimos modelos eram pesados e levou quase trinta horas para filmá-los movendo-se através de um palco de 9,1 m para a cena em que os lobos perseguem Louis Tully através de uma rua. Para a cena em que Dana é presa à sua cadeira por mãos demoníacas diante da porta da cozinha brilhando com luz, Reitman disse que foi influenciado por Close Encounters of the Third Kind (1977). Uma porta de borracha foi usada para permitir a distorção, como se algo estivesse tentando passar por ela, enquanto alças escondidas em um alçapão embaixo da cadeira irrompiam através dela enquanto usavam luvas demoníacas de perna de cachorro. Com a produção do filme sendo feita antes do advento das imagens geradas por computador (CGI), quaisquer fantasmas que não fossem fantoches tinham que ser animados. Foram gastas três semanas adicionais para que cenas desse tipo fossem concluídas. Para interpretar Gozer, Slavitza Jovan usava lentes de contato vermelhas que lhe causavam muita dor, além de usar um arnês de segurança para se movimentar pelo set.

### Tecnologia e equipamentos

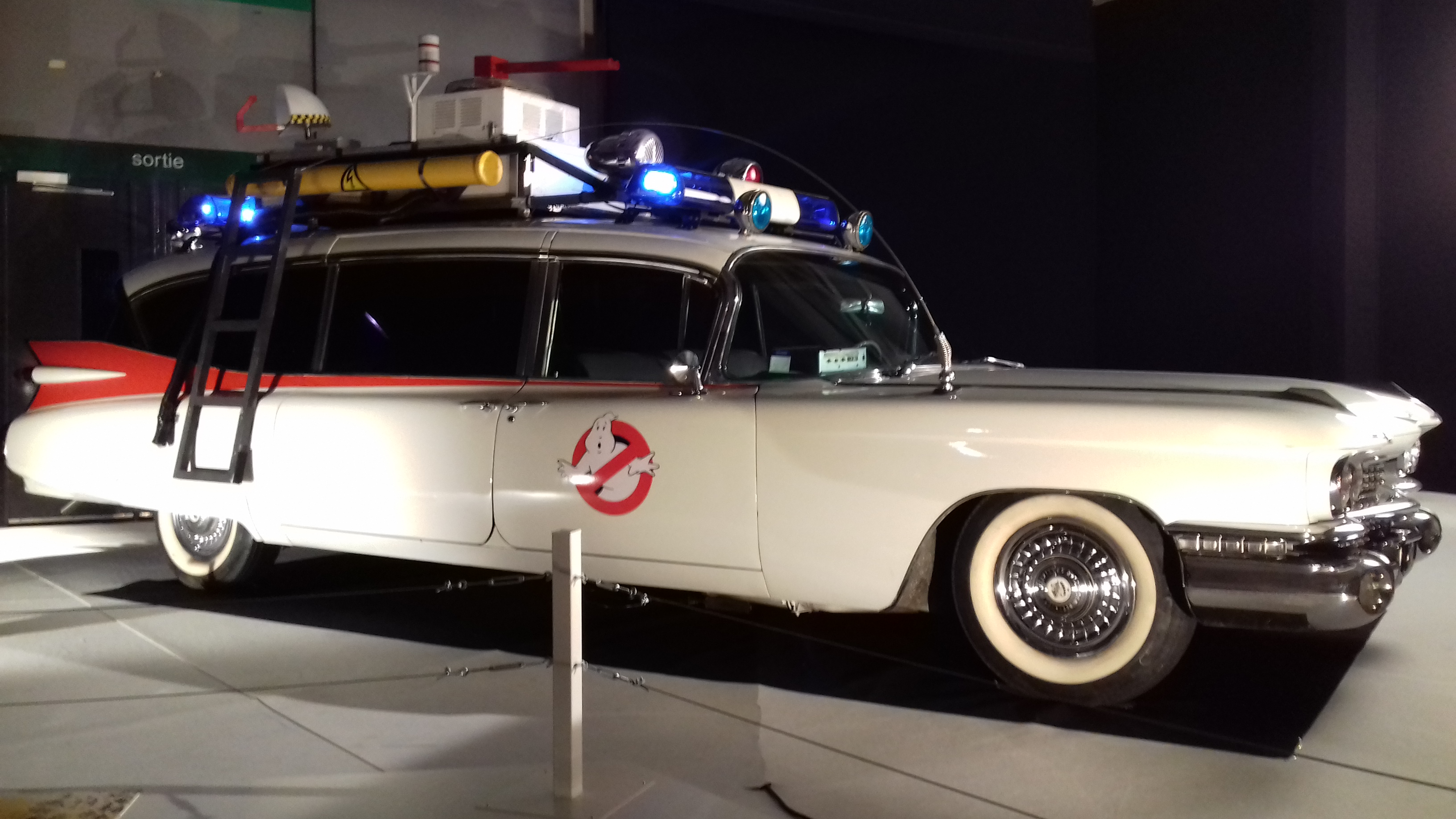
O Ectomobile, uma versão modificada de uma ambulância Cadillac Miller-Meteor de 1959

O consultor de hardware Stephen Dane foi responsável por projetar a maioria dos equipamentos icônicos dos Caça-Fantasmas, incluindo as "mochilas de prótons" usadas para combater fantasmas, armadilhas para fantasmas e seu veículo, o "Ectomóvel". O equipamento teve que ser projetado e construído seis semanas antes do início das filmagens em setembro de 1983. Baseados em lança-chamas militares, as mochilas de prótons consistiam em um fluxo de prótons portátil disparando uma "varinha de neutrinos" conectada por uma mangueira para uma mochila que supostamente contém um acelerador nuclear. Dane disse que "foi para casa e pegou pedaços de espuma e simplesmente juntou um monte de coisas para conseguir a aparência. Era altamente usinado, mas tinha que parecer pronto para uso e um excedente militar".
Seguindo os ajustes de Reitman no design, os modelos apresentados na tela das mochilas de prótons foram feitos de uma concha de fibra de vidro com uma placa traseira de alumínio aparafusada a uma estrutura semelhante às mochilas utilizadas pelo Exército dos Estados Unidos. Cada "mochila" pesava aproximadamente 14 kg (30 libras), sendo acompanhadas por baterias que iluminavam o utensílio, o que sobrecarregava as costas dos atores durante as longas filmagens. Duas versões mais leves foram feitas: uma oca com detalhes de superfície para tomadas amplas e uma versão de espuma de borracha para cenas de ação. Os adereços de fibra de vidro foram criados pelo supervisor de efeitos especiais Chuck Gaspar, com base em designs criados por Dane. Gaspar utilizou moldes de borracha para criar conchas idênticas em fibra de vidro. A "varinha de neutrinos" tinha um flash na ponta, dando aos animadores da pós-produção um ponto de origem para animar os fluxos de prótons. Paredes falsas repletas de pirotecnia foram usadas para praticamente criar os danos dos fluxos de prótons. O adereço "medidor de energia psicocinética" ("medidor PKE") foi construído usando uma polidora de sapatos portátil Iona SP-1 como base, na qual luzes e componentes eletrônicos foram fixados. O medidor PKE foi projetado e construído por John Zabrucky da Modern Props em parceria com um fabricante externo. A tecnologia foi projetada para não ser excessivamente sofisticada ou elegante, enfatizando a formação científica dos personagens combinada com a natureza caseira de seus equipamentos.
Uma viatura para os Caça-Fantasmas já constava no primeiro rascunho do roteiro de Aykroyd, com ele e John Daveikis desenvolvendo alguns conceitos iniciais para o veículo. Dane desenvolveu desenhos totalmente detalhados para o interior e exterior e supervisionou a transformação de uma ambulância Cadillac Miller-Meteor 1959 em um "Ectomóvel". De acordo com Aykroyd, o veículo real era "uma ambulância que convertemos em carro funerário e depois convertemos em ambulância". Os primeiros conceitos apresentavam um carro preto com luzes estroboscópicas roxas e brancas dando-lhe um brilho sobrenatural, mas essa ideia foi descartada depois que o diretor de fotografia László Kovács observou que a tinta escura não seria bem filmada à noite. Alguns conceitos iniciais também davam ao carro "características fantásticas", como a capacidade do mesmo se desmaterializar e viajar interdimensionalmente. Foram adquiridos dois veículos, um para rodar as cenas antes da equipe dos Caça-Fantasmas modificar o carro e outro para as cenas onde este já estava modificado. Quando a produção mudou-se de Nova York para as locações de Los Angeles, o veículo teve que ser transportado de trem por conta de sua fragilidade para rodar longas distâncias. O sonoplasta Richard Beggs criou a sirene a partir de uma gravação de um rosnado de leopardo, cortada e tocada ao contrário.
Dane projetou o conjunto do telhado do QG de alta tecnologia com objetos que incluem uma antena direcional, uma unidade de ar condicionado, caixas de armazenamento e um radome. Devido ao seu tamanho, o rack de teto foi enviado para Manhattan em um avião.

### Logotipo e conjuntos

O desenho alternativo "correto" do logotipo "sem fantasmas" apresenta uma barra diagonal que vai do canto superior esquerdo ao canto inferior direito.

No roteiro, Aykroyd descreveu as roupas e o veículo dos Caça-Fantasmas como tendo um símbolo de proibido sem um fantasma preso nele, creditando a Viking o conceito original. O desenho final coube a Gross, que se ofereceu para atuar como diretor de arte. Como o logotipo seria necessário para adereços e cenários, ele precisava ser finalizado rapidamente e Gross trabalhou com o artista da Boss Film e consultor de design das criaturas, Brent Boates, que desenhou o conceito final, com a empresa de consultoria e design R/GA animando o logotipo para a abertura do filme. Segundo Gross, existem duas versões do logotipo, uma delas com a inscrição “Caça-Fantasmas” escrito na parte diagonal da placa. Gross não gostou da aparência e virou a barra diagonal para ler do canto superior esquerdo para o canto inferior direito, mas posteriormente removeu o texto. Segundo Gross, esta é a versão correta do sinal, que foi utilizado na campanha de divulgação do filme em toda a Europa. A versão inferior esquerda para superior direita foi usada nos Estados Unidos.
Medjuck também contratou John DeCuir como designer de produção. O roteiro não especificava onde Gozer apareceria e DeCuir pintou o topo do prédio de Dana com grandes portas de cristal que se abririam conforme estava escrito no roteiro. O telhado fictício do 55 Central Park West foi construído no Estágio 12 no lote do Burbank Studios. Foi um dos maiores cenários construídos na história do cinema e foi cercado por uma pintura de ciclorama de 360 graus. A iluminação utilizada ao longo da pintura consumiu tanta energia que o restante do estúdio teve que ser desligado e acrescentados quatro geradores adicionais, quando estava em uso. Pequenos modelos, como aviões, foram pendurados em um barbante para animar o cenário. O set foi construído três andares acima do solo para permitir a filmagem de ângulos baixos.
Os primeiros três andares e a fachada do prédio de Dana foram recriados como cenários de filmagem, incluindo a cena do clímax do terremoto, onde a hidráulica foi usada para levantar partes quebradas da rua. Pedaços quebrados de calçada e da estrada foram posicionados fora do local real para criar uma transição perfeita entre as duas cenas. DeCuir disse: "Eles tiveram uma noite para equipar a rua. Quando as pessoas voltavam para casa no início da noite tudo estava normal, e quando as velhinhas saíam para passear com os cachorros pela manhã, a rua inteira havia entrado em erupção. Aparentemente, as pessoas reclamaram com o Departamento de Polícia de Nova York e sua central telefônica explodiu de reclamações". Para a cena em que o apartamento de Dana explode, Weaver estava no set enquanto a cena acontecia. Da mesma forma, a cena de Weaver levitando no ar foi realizada no set usando um molde de corpo e um braço mecânico escondido nas cortinas, um truque que Reitman aprendeu trabalhando com o mágico Doug Henning.

## Lançamento

### Exibições de teste e marketing
Os Caça-Fantasmas foi exibido para públicos de teste em 3 de fevereiro de 1984, com cenas de efeitos inacabadas para determinar se a comédia funcionava. Reitman ainda estava preocupado que o público não reagisse bem ao homem de marshmallow por causa de seu desvio do realismo do resto do filme. Reitman lembrou que aproximadamente duzentas pessoas foram recrutadas nas ruas para ver o filme em um cinema em Burbank. Foi durante a cena de abertura da biblioteca que Reitman soube que o filme funcionava. O público reagiu com medo, risos e aplausos quando o fantasma da bibliotecária se transformou em um monstro. A fatídica cena do monstro de marshmallow teve uma reação semelhante e Reitman tirou a conclusão de que não precisaria realizar nenhuma refilmagem. A triagem para membros da indústria cinematográfica teve um desempenho pior. Price se lembra de ter rido enquanto o resto do público permanecia inexpressivo; ele racionalizou que o público da indústria desejava o fracasso. O agente de Murray e Aykroyd, Michael Ovitz, lembrou-se de um executivo dizendo a ele: "Não se preocupe: todos cometemos erros", enquanto Roberto Goizueta, presidente da então controladora da Columbia, The Coca-Cola Company, disse: "Puxa, vamos perder nossas camisas".
Nos meses anteriores à sua estreia, um teaser trailer focou no logotipo "sem fantasmas", ajudando o filme a se tornar reconhecível com bastante antecedência e gerando interesse no filme sem mencionar seu título ou suas estrelas. Um trailer teatral separado continha um número de telefone gratuito com uma mensagem de Murray e Aykroyd aguardando as 1.000 ligações por hora recebida durante um período de seis semanas. Eles também apareceram em um vídeo para a ShoWest, uma convenção de proprietários de cinemas, para promover o filme. A Columbia gastou aproximadamente US$ 10 milhões em marketing para o filme, incluindo US$ 2,25 milhões em impressões, US$ 1 milhão em materiais promocionais e US$ 7 milhões em publicidade e custos diversos, incluindo uma estreia de US$ 150.000 para pacientes de um hospital e custos de hotelaria para a imprensa durante a premiere do filme.

### Desempenho comercial
A estreia de Os Caça-Fantasmas ocorreu em 7 de junho de 1984, no Avco Cinema em Westwood, Los Angeles, antes de seu amplo lançamento no dia seguinte em 1.339 cinemas nos Estados Unidos e Canadá. Durante seu fim de semana de estreia na América do Norte, o filme arrecadou US$ 13,6 milhões (obtendo uma média de US$ 10.040 por cinema). Terminou como o filme número um naquele fim de semana, à frente da estreia da comédia de terror Gremlins (US$ 12,5 milhões) e do filme de aventura Indiana Jones and the Temple of Doom (US$ 12 milhões), que estava em sua terceira semana de lançamento. O faturamento bruto aumentou para US$ 23,1 milhões durante sua primeira semana, tornando-se o primeiro grande sucesso da Columbia desde Tootsie (1982). O filme permaneceu em primeiro lugar por sete semanas consecutivas, arrecadando US$ 146,5 milhões, antes de ser superado por Purple Rain no início de agosto.
O filme recuperou o primeiro lugar na semana seguinte antes de passar as próximas cinco na segunda colocação, atrás do filme de ação Amanhecer Violento e depois do thriller Um Agente na Corda Bamba. Os Caça-Fantasmas permaneceu entre os três filmes de maior bilheteria por dezesseis semanas consecutivas antes de iniciar um declínio gradual e cair dos dez primeiros no final de outubro. O filme encerrou seu circuito no início de janeiro de 1985, após trinta semanas em cartaz. Rapidamente se tornou um sucesso, ultrapassando Indiana Jones and the Temple of Doom como o filme de maior bilheteria do verão, ganhando US$ 229 milhões, tornando-se o segundo filme de maior bilheteria de 1984 com aproximadamente US$ 5 milhões atrás da comédia de ação de Eddie Murphy, Beverly Hills Cop (US$ 234,8  milhões), que foi lançada em meados de dezembro. Os Caça-Fantasmas ultrapassou Animal House como o filme de comédia de maior bilheteria de todos os tempos, até que Beverly Hills Cop o ultrapassou seis meses depois.
A Columbia pretendia negociar 50% da receita de bilheteria ou 90% do valor bruto após despesas, dependendo do que fosse maior. Sendo este último a opção escolhida, o estúdio recebeu uma participação de 73% no lucro de bilheteria, estimado em US$ 128 milhões. Cada membro do elenco principal recebeu porcentagens dos lucros brutos ou participação líquida; um relatório datado de 1987 estimou que Murray sozinho ganhou entre US$ 20–30 milhões com sua parte. Números mais detalhados de bilheteria não estão disponíveis para territórios fora dos Estados Unidos e Canadá, mas estima-se que o filme tenha arrecadado US$ 53 milhões em outros países, o que eleva o total mundial de Os Caça-Fantasmas para US$ 282,2 milhões. Lançado no meio de 1984, o filme pegou carona em um dos anos mais icônicos da indústria cinematográfica estadunidense dos anos 80, acompanhando outros grandes lançamentos como Gremlins, The Karate Kid, The Terminator, A Nightmare on Elm Street, Romancing the Stone e The NeverEnding Story; foi também o primeiro ano na história das bilheterias em que quatro filmes, incluindo Os Caça-Fantasmas, arrecadaram mais de US$ 100 milhões.
Os Caça-Fantasmas foi relançado nos Estados Unidos e Canadá em agosto de 1985, ganhando mais US$ 9,4 milhões em cinco semanas em cartaz, aumentando seu faturamento nos cinemas para US$ 238,6 milhões e superando Beverly Hills Cop como a comédia de maior sucesso da década de 1980. Uma versão restaurada e remasterizada foi lançada em agosto de 2014, em 700 cinemas na América do Norte para comemorar seu 30º aniversário; nesse relançamento, o filme arrecadou US$ 3,5 milhões adicionais, elevando o total teatral para US$ 242,2 milhões. O filme também recebeu relançamentos limitados para eventos especiais e edições de aniversários. Combinado com os números disponíveis fora dos territórios estadunidense e canadense, o filme arrecadou cerca de US$ 295,2 milhões em todo o mundo. Se ajustada pela inflação, a bilheteria norte-americana equivale a US$ 667,9 milhões em 2020, tornando Os Caça-Fantasmas o trigésimo sétimo filme de maior bilheteria doméstica de todos os tempos.

## Recepção

### Resposta crítica

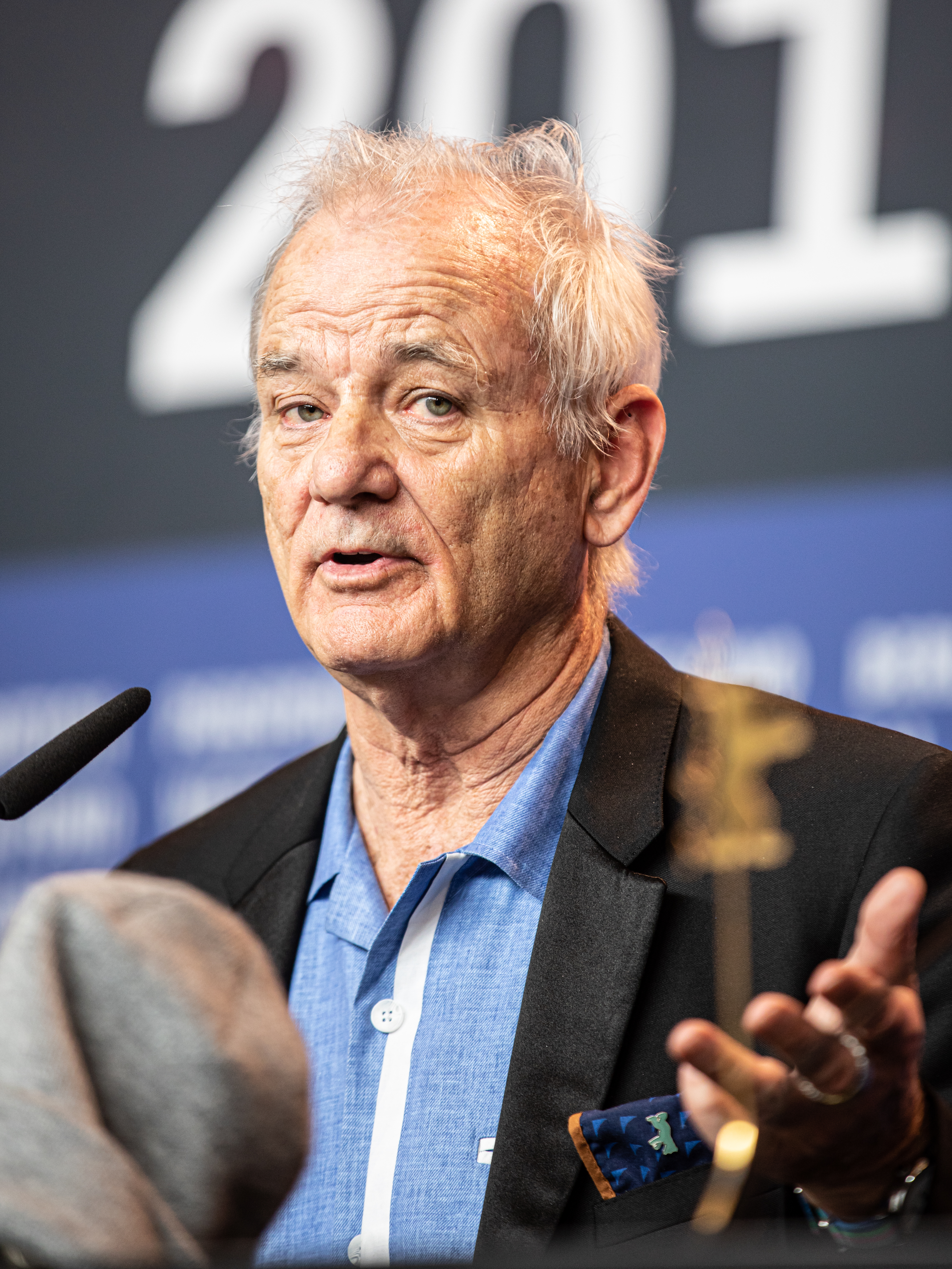
Bill Murray, fotografado em 2018. Os críticos foram consistentes em seus elogios à sua atuação cômica e inexpressiva como o principal destaque de Os Caça-Fantasmas.

Os Caça-Fantasmas foi bem recebido pela crítica de cinema especializada em geral. Roger Ebert avaliou o filme com três estrelas e meia de quatro, citando-o como um raro exemplo de combinação bem-sucedida de um blockbuster baseado em efeitos especiais com um diálogo "astuto". Ebert observou que os efeitos existiam para servir ao desempenho dos atores e não o contrário, dizendo que é "uma exceção à regra geral de que grandes efeitos especiais podem destruir uma comédia". Ele também citou Os Caça-Fantasmas como um filme raro e popular, com muitas falas memoráveis. Escrevendo para o Newsday, o crítico Joseph Gelmis descreveu Os Caça-Fantasmas como uma fantasia adolescente, comparando seu "QG de bombeiros" à Batcaverna com um poste de bombeiro e o Ectomóvel ao Batmóvel no andar térreo.
Christopher Hicks, do Deseret News, elogiou as habilidades aprimoradas de direção de Reitman e a equipe por evitar a vulgaridade encontrada em seus filmes anteriores, Caddyshack e Stripes. Ele sentiu que eles buscavam um humor mais criativo e emoções genuínas. No entanto, reclamou do final, alegando que perdeu o senso de diversão e foi "exagerado", mas achou que o filme compensou isso, pois "tem fantasmas como você nunca viu". Janet Maslin concordou que o "final apocalíptico" estava fora de controle, dizendo que os Caça-Fantasmas funcionavam melhor durante as cenas mais simples envolvendo captura de fantasmas. Dave Kehr escreveu que Reitman é adepto da comédia improvisada, mas perdeu o controle do filme à medida que os efeitos especiais aumentavam gradualmente.
Arthur Knight apreciou o estilo descontraído da comédia, dizendo que embora o enredo seja "primitivo", o filme tem "muito mais estilo e sutileza" do que seria esperado da equipe criativa por trás de Meatballs e Animal House. Knight elogiou os editores Sheldon Kahn e David Blewitt por criarem um ritmo sustentado de comédia e ação para o filme. Apesar do "humor de banheiro e das piadas cafonas", Peter Travers descreveu Os Caça-Fantasmas favoravelmente como "um disparate irresistível", comparando-o ao filme de terror sobrenatural O Exorcista, mas com a dupla de comédia Abbott e Costello estrelando. Richard Schickel, em resenha para a revista Time, descreveu os efeitos especiais como um tanto "cafonas", mas acreditou que se tratava de um comentário deliberado sobre outros filmes de fantasmas; em última análise, ele acreditava que todos os envolvidos deveriam receber elogios por "pensar em uma escala grandiosamente cômica". David Ansen da revista Newsweek gostou do filme, descrevendo-o como um projeto de trabalho em equipe onde todos trabalham "em direção ao mesmo objetivo de insanidade relaxada"; ele chamou isso de "um maravilhoso absurdo de verão". A crítica da revista Variety o descreveu como um filme de "produção rica" que só impressiona periodicamente.
Os críticos foram consistentes em seus elogios sobre o desempenho de Murray. Gene Siskel escreveu que a sensibilidade cômica de Murray compensava os "efeitos especiais chatos". A Variety destacou Murray por sua comédia física "cativante" e improvisação. Christopher Hicks elogiou Murray da mesma forma, dizendo que ele "nunca esteve melhor do que está aqui". Richard Schickel considerou o personagem de Murray uma "oportunidade única na vida de desenvolver totalmente seu personagem cômico patenteado". Joseph Gelmis apreciou a rejeição de Murray às situações sérias para mantê-las cômicas.
As interações entre Murray, Aykroyd e Ramis também foram geralmente bem recebidas. Schickel elogiou Aykroyd e Ramis por sua "graça" em permitir que Murray os ofuscasse. Travers e Gelmis disseram que os três atores principais trabalharam bem como uma força colaborativa, enquanto Hicks descreveu Murray, Ramis e Aykroyd como querendo "ser como os irmãos Marx dos anos 80". Por outro lado, Kehr sentiu que a dupla Aykroyd e Ramis estava "curiosamente subutilizada", mas apreciou o humor deadpan de Murray. A crítica Pauline Kael da revista The New Yorker argumentou que encontrou problemas com a química entre os três protagonistas. Ela elogiou Murray, mas sentiu que outros dois atores não tinham muito material para contribuir para a história; Kael concluiu: "Os [bons] diálogos de Murray caem no ar morto [de Aykroyd e Ramis]". Janet Maslin acreditou que os talentos de Murray estavam a serviço de um filme sem inteligência ou coerência. Ela notou que muitos dos personagens tinham pouco a fazer, deixando suas histórias sem solução à medida que a trama começava a dar lugar à manutenção dos efeitos especiais. No entanto, ela elogiou o desempenho de Weaver como um "excelente contraponto" para Murray. A Variety descreveu como um erro escalar os melhores comediantes, mas muitas vezes fazê-los trabalhar sozinhos. Siskel gostou da interação dos personagens entre si, mas criticou a adição tardia de Hudson à trama e sua falta de desenvolvimento, acreditando que isso o fez "parecer apenas uma isca simbólica de bilheteria".

### Prêmios e indicações
O filme foi indicado a dois Óscars durante a 57ª cerimônia em 1985: Melhor canção original por "Ghostbusters", de Ray Parker Jr. (perdendo para "I Just Called to Say I Love You", de Stevie Wonder para o filme The Woman in Red) e Melhores efeitos visuais (perdendo para Indiana Jones and the Temple of Doom).
Também foi indicado a três Globos de Ouro: Melhor Filme - Musical ou Comédia (perdendo para Romancing the Stone), Melhor ator pela atuação de Murray (perdendo para Dudley Moore em Micki & Maude) e Melhor canção original para "Ghostbusters", (perdendo novamente para "I Just Called to Say I Love You").
Durante os Prêmios BAFTA, a faixa "Ghostbusters" venceu a categoria de Melhor canção original, enquanto o trabalho de Edlund foi indicado para Melhores efeitos visuais especiais (perdendo novamente para Indiana Jones and the Temple of Doom).
O filme também venceu o Prêmio Saturno durante a 12ª cerimônia em 1985 na categoria de Melhor filme de fantasia.

## Pós-lançamento

### Consequências

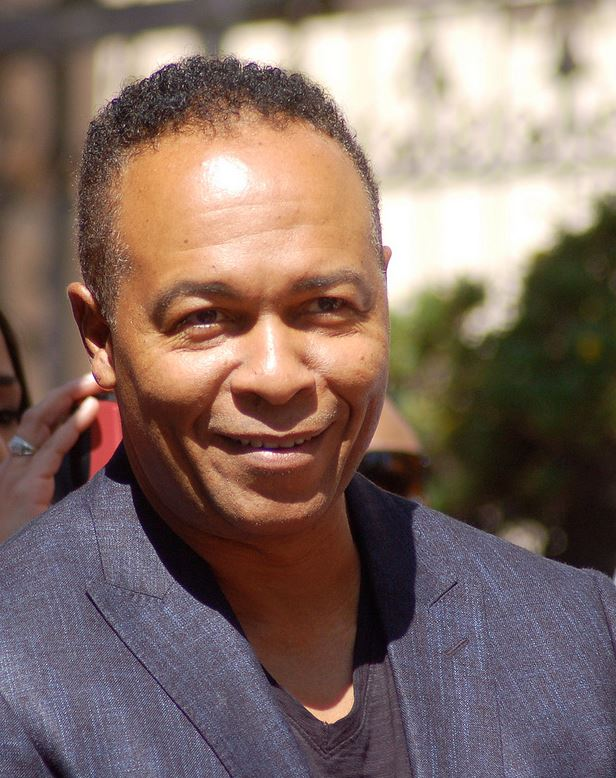
Ray Parker Jr. em 2013. O cantor recebeu uma indicação para o Óscar de melhor canção original pela faixa "Ghostbusters". Posteriormente, Parker Jr. foi processado por Huey Lewis por supostamente ter plagiado sua canção "I Want a New Drug".

A música "Ghostbusters", cantada por Ray Parker Jr., ficou três semanas liderando a Billboard Hot 100 em 1984, ficando mais 21 semanas constando em várias paradas mundo afora. Estima-se que a canção tenha contribuído com US$ 20 milhões adicionais à receita total do filme. Reitman também dirigiu o videoclipe da música, que incluiu várias participações especiais de celebridades. Entretanto, pouco depois do lançamento do filme, Huey Lewis processou Parker Jr. por um suposto plágio de sua canção de 1983 "I Want a New Drug". O caso foi resolvido fora dos tribunais em 1985. Parker Jr. mais tarde processou Lewis por violar um acordo de confidencialidade sobre o caso. Em 1984, os cineastas e a própria Columbia Pictures também enfrentaram um processo movido pela empresa Harvey Cartoons, proprietária do personagem Gasparzinho, que estava pedindo US$ 50 milhões de indenização alegando plágio no logotipo dos Caça-Fantasmas; o caso, no entanto, foi decidido a favor dos produtores.
Murray deixou de atuar por quatro anos após o lançamento de Os Caça-Fantasmas. Ele descreveu o sucesso como um fenômeno que seria para sempre sua maior conquista fazendo com que o ator, agravado pelo fracasso de seu projeto pessoal The Razor's Edge, se sentisse "radioativo". Murray evitou fazer papéis centrais em filmes até rodar a comédia de Natal de 1988 Scrooged, que usava um slogan que dizia que Murray estava "de volta aos fantasmas". Em uma entrevista de 1989, Reitman disse que estava chateado com o "pouco respeito" que Os Caça-Fantasmas receberam gradualmente nos anos posteriores e que seu trabalho não foi levado a sério, acreditando que muitos o rejeitaram como apenas "mais uma comédia de ação".
Hudson tinha sentimentos confusos sobre Os Caça-Fantasmas. Ele lamentou a marginalização de seu personagem no roteiro original e sentiu que o filme não melhorou sua carreira como ele esperava. Em uma entrevista de 2014, ele disse: "Eu amo o personagem e ele tem ótimas falas, mas sinto que meu máximo que consegui como ator foi esse filme... Estou muito grato que os fãs apreciam o personagem Winston. Mas sempre foi muito frustrante, meio que uma coisa de amor e ódio, eu acho".

### Mídia doméstica
O filme foi disponibilizado pela primeira vez em home video em outubro de 1985 através do formato VHS. A Paramount Pictures havia programado o igualmente popular Beverly Hills Cop para ser lançado um dia antes de Os Caça-Fantasmas, forçando a Columbia a lançá-lo uma semana antes para evitar concorrência direta. Custando US$ 79,95, previa-se que Os Caça-Fantasmas venderia bem, mas seria superado por Beverly Hills Cop por causa de seu preço mais em conta, de US$ 29,95. O lançamento foi apoiado por uma campanha publicitária que custou US$ 1 milhão para a Columbia. O filme foi o décimo VHS mais vendido em sua semana de lançamento. A Columbia ganhou aproximadamente US$ 20  milhões vendendo os direitos de fabricação e distribuição das fitas de vídeo. Um recorde de 410 mil unidades do VHS foram encomendadas (superado alguns meses depois pelas 425 mil unidades de Rambo: First Blood Part II). Em fevereiro de 1986, estima-se que o filme tenha vendido mais 400 mil cópias, arrecadado US$ 32 milhões em receita, tornando-se o terceiro VHS mais vendido de 1985, depois de Star Trek III: The Search for Spock (425 mil unidades com lucro de US$ 12,7 milhões) e Beverly Hills Cop. (1,4 milhão de unidades com lucro US$ 41,9 milhões).
Os Caça-Fantasmas foi lançado em 1989 em LaserDisc, um formato que então ressurgiu em popularidade. O lançamento ofereceu uma versão de um disco e outra especial de dois discos contendo cenas excluídas, uma demonstração em tela dividida dos efeitos do filme, o roteiro e outros recursos especiais. Em uma entrevista de 1999 para o primeiro lançamento em DVD do filme, Reitman admitiu que não foi consultado sobre o lançamento das versões LaserDisc e ficou constrangido com as mudanças visuais que apareceram nesse formato, onde, segundo ele, "aumentaram tanto o nível de luz que você viu todas as linhas foscas", o que tornou os efeitos especiais falhos nessa versão. O filme também foi o primeiro longa-metragem a ser disponibilizado oficialmente em uma unidade flash USB, sendo lançado pela empresa PNY Technologies em 2008.
Edições em disco Blu-ray foram lançadas para comemorar o 25º, 30º e 35º aniversários do filme em 2009, 2014 e 2019, respectivamente. Elas apresentavam qualidade de vídeo remasterizada com resolução 4K, cenas excluídas, tomadas alternativas, entrevistas com fãs e comentários de membros da equipe e atores, incluindo Aykroyd, Ramis, Reitman e Medjuck. A versão do 35º aniversário veio em uma capa de livro de aço de edição limitada e continha cenas inéditas. O filme foi lançado como parte de um box de oito discos chamado "Ghostbusters: Ultimate Collection Blu-ray & Ultra HD Blu-ray" em fevereiro de 2022, também contendo suas sequências Os Caça-Fantasmas 2 (1989) e Ghostbusters: Afterlife (2021), além do reboot de 2016. Apresentado em uma caixa que lembra uma "armadilha para fantasmas", o lançamento traz uma prévia de 114 minutos de Os Caça-Fantasmas, incluindo cenas deletadas, uma versão editada para TV, testes gravados para Dana e um documentário de 90 minutos, Ghostbusters: Behind Closed Doors sobre a produção do filme. Uma remasterização da trilha sonora de Bernstein também foi lançada em junho de 2019 nos formatos CD, digital e vinil; esse lançamento incluiu quatro faixas inéditas e comentários do filho de Bernstein, Peter.

### Mercadorias
Desenvolver produtos oficiais para um filme ainda era uma prática relativamente nova na época do lançamento de Os Caça-Fantasmas; foi somente após o sucesso das mercadorias temáticas de Star Wars que outros estúdios passaram a copiar a ideia e desenvolveram produtos oficiais para seus filmes. O sucesso inesperado de Os Caça-Fantasmas escancarou o fato da Columbia não ter um plano de merchandising apropriado para capitalizar totalmente o filme no auge de sua popularidade. O estúdio até conseguiu gerar algumas receitas adicionais, no entanto, na maioria das vezes eles apenas estamparam o popular logotipo "sem fantasmas" a uma variedade de produtos. Muito do sucesso do merchandising veio do licenciamento dos direitos para outras empresas com base no sucesso da série spin-off animada de 1986 The Real Ghostbusters. Mercadorias baseadas diretamente no filme inicialmente não venderam bem até The Real Ghostbusters, que por si só ajudou a gerar até US$ 200 milhões em receitas em 1988, mesmo ano em que a mochila de prótons temática do filme foi o brinquedo mais popular no Reino Unido. Um jogo de videogame homônimo foi lançado na mesma época do filme, se tornando um sucesso comercial. O filme também ganhou duas novelizações: Ghostbusters, de Larry Milne (lançado junto com o filme), e Ghostbusters: The Supernatural Spectacular, de Richard Mueller (lançado em 1985); Making Ghostbusters, um livro detalhando o roteiro do filme lançado por Ramis, também foi publicado em 1985.
Nos anos seguintes ao seu lançamento, vários produtos baseados nos Caça-Fantasmas foram disponibilizados: álbuns de trilhas sonoras, figuras de ação, livros, fantasias de Halloween, vários conjuntos de Lego e Playmobil (como o Ectomóvel e o QG), jogos de tabuleiro, máquinas caça-níqueis, pinballs, bobbleheads, réplicas de adereços do filme, bandejas de cubos de gelo, guardadores de moedas, figuras Funko, calçados, lancheiras e caixas de cereais. A marca de refrescos estadunidense Hi-C lançou uma bebida sabor cítrico estampando o personagem Slimer em suas embalagens no ano de 1987. Originalmente lançado como uma edição limitada, o refresco fez tanto sucesso que a empresa manteve a produção definitiva do suco, comercializando-o até 2001. O personagem Slimer tornou-se icônico e popular, aparecendo em videogames, brinquedos, desenhos animados e em pastas de dente infantis. Também ocorreram lançamentos de franquias cruzadas, incluindo histórias em quadrinhos e brinquedos que juntaram elementos de Os Caça-Fantasmas com propriedades existentes nas franquias Men in Black, Tartarugas Ninja, Transformers e WWE.

## Análises temáticas

### Capitalismo e indústria privada

O presidente estadunidense Ronald Reagan discursando à nação em 1981 sobre a redução de impostos. Lançado na época de seu governo, Os Caça-Fantasmas foi analisado como promotor das políticas econômicas de Reagan, defendendo uma regulamentação limitada e uma agenda pró-negócios.

Conforme descrito pela acadêmica Christine Alice Corcos, Os Caça-Fantasmas seria "uma sátira à academia, aos intelectuais, ao governo municipal, aos yuppies, aos profissionais da área tributária e aos apáticos nova-iorquinos". O filme também foi analisado como um exemplo apropriado da era da ideologia republicana, libertária ou neoliberal, em particular, a economia da era Reagan popularizada pelo então presidente dos Estados Unidos Ronald Reagan. As reaganomics, como ficaram conhecidas popularmente as políticas econômicas do presidente, concentraram-se na limitação dos gastos governamentais e na desregulamentação em favor de um mercado livre fornecido pelo setor privado de empreendedorismo, motivação de lucro e iniciativa individual. Os analistas apontam para a premissa de uma pequena empresa privada obstruída por um burocrata arrogante e incompetente (Walter Peck) de uma agência governamental; no filme, Peck força o desligamento da unidade de contenção de fantasmas dos Caça-Fantasmas, liberando espíritos pela cidade e contribuindo diretamente para a chegada de Gozer. Quando Peck chega para interditar o QG dos Caça-Fantasmas, Egon grita: "isto é uma propriedade privada". Nesse sentido, é Peck quem representa o verdadeiro vilão no filme, em vez de Gozer. Outros observaram que depois de perderem seus empregos na universidade, Aykroyd se demonstra chateado porque o financiamento do setor público exigia pouco deles; ele então decidiu investir no setor privado “esperando resultados melhores”. O próprio diretor do filme, Ivan Reitman, se considerava um "conservador libertário".
A revista Washington Examiner escreveu que o setor privado chega para combater a atividade sobrenatural em Nova Iorque, mediante pagamento, enquanto o governo é incapaz de fazer qualquer coisa. Como observa o portal liberal Vox, o prefeito, um representante do governo, está motivado a libertar os Caça-Fantasmas depois de ser lembrado de que seu sucesso salvará a vida de "milhões de eleitores registrados", uma visão cínica de um funcionário motivado pelo que lhe permite manter sua posição. A escolha do prefeito é ideológica: o mercado livre privatizado dos Caça-Fantasmas ou a agência governamental que Peck representa. Até a polícia é forçada a levar Louis, possuído pelo espírito Vinz, aos Caça-Fantasmas porque é incapaz de lidar com ele. O autor Ralph Clare destaca que os Caça-Fantasmas residem em um quartel de bombeiros abandonado e dirigem uma ambulância velha, cada um vendidos para eles à medida que os serviços públicos falham. Corcos sugere que os Caça-Fantasmas são um exemplo do livre-pensador americano, representando cidadãos que lutam contra o excesso do governo que está agravando o problema, em vez de soluciona-lo.
Clare também argumentou que o filme abraça o livre mercado mesmo após a crise financeira estadunidense na década de 1970, particularmente na cidade de Nova York, após vários filmes ambientados em uma Nova York grotesca, em colapso, dominada pelo crime e fracassada, como Taxi Driver (1976), The Warriors (1979) e Escape from New York (1981). Os Caça-Fantasmas foi concebido durante o início da recuperação econômica nos Estados Unidos que Clare descreveu como "capitalismo puro", focada na privatização e na desregulamentação de empresas estatais para permitir que o setor privado suplantasse o governo. A necessidade de o prefeito terceirizar o problema dos fantasmas reflete o verdadeiro governo de Nova York, que cede vastas áreas de imóveis às empresas para estimular a renovação da cidade. O uso do capitalismo pode ser visto ainda em como Ray, que precisa manter sua mente vazia durante a batalha contra Gozer, é incapaz de lembrar de qualquer coisa que não seja um mascote de uma grande corporação consumista (no caso uma empresa de marshmallows); em outro exemplo, a geladeira de Dana, que guarda produtos de grandes empresas consumistas, é onde ela presencia Zuul.

### Desigualdade, imigrantes e poluição
Os fantasmas em Os Caça-Fantasmas foram interpretados como análogos do crime, da falta de moradia, da poluição e da infraestrutura dos serviços públicos deficientes. Corcos discutiu a opinião negativa dos membros dos Caça-Fantasmas sobre a regulamentação governamental e ambiental. Ela escreveu que os fantasmas representam poluentes, restos de danos ambientais e um reflexo de governos da vida real que se recusam a reconhecer os problemas ambientais que afetam a humanidade. No filme a Agência de Proteção Ambiental - EPA explicitamente não acredita nos fantasmas ou "desperdícios" que os Caça-Fantasmas estão coletando e, por sua vez, os Caça-Fantasmas não acreditam que a EPA mereça obediência ou conformidade por causa de sua ignorância. Embora os Caça-Fantasmas tenham condensado um problema generalizado em uma pequena área, eles construíram uma unidade de contenção perigosa em uma área densamente povoada, embora possuíssem o conhecimento único para entender o perigo que isso representaria. No entanto, a adesão rígida de Peck às regulamentações governamentais resulta no desligamento da unidade e na criação de uma situação mais perigosa.
Clare identificou os fantasmas do filme como representantes dos problemas de Nova York como os sem-teto e as minorias étnicas. Os fantasmas, que já foram humanos, não são reconhecidos como tal e são tratados como um incômodo que os Caça-Fantasmas transportam para áreas menos desejáveis, semelhantes à gentrificação do mundo real. Os Caça-Fantasmas cobram uma taxa substancial pelos seus serviços e, por isso, geralmente servem os ricos, como o Sedgewick Hotel e Dana Barrett, enquanto os cidadãos chineses mais pobres pagam pelos seus serviços com carne. Desta forma, segundo Clare, Os Caça-Fantasmas promove a regeneração da cidade de Nova York, mas ignora o custo para os pobres e desprivilegiados de alcançá-la. A autora Zoila Clark observou que a arte conceitual de um fantasma não utilizado de Chinatown tinha semelhanças com um imigrante chinês estereotipado, incluindo cabelos longos trançados e um chapéu agrícola triangular.

### Imaturidade
A autora Nicole Matthews argumentou que a necessidade de apresentar um filme voltado tanto para adultos quanto para crianças faz com que os personagens centrais sejam infantilizados e imaturos. O crítico cinematográfico Vincent Canby disse que a lucratividade de um filme dependia de abordar crianças que "podem se identificar com um homem de 40 anos com uma crise de meia-idade e homens de 40 anos em crises de meia-idade que desejam lutar contra piratas com cutelos de papelão". Os Caça-Fantasmas apresenta o sarcasmo cômico imaturo de Venkman como um meio de desarmar situações e promover a narrativa. O autor Jim Whalley escreveu que isso apresenta uma clara mudança de tom na sequência: no filme original, os personagens são trabalhadores contratados apenas para fazer seu trabalho, enquanto que na sequência de 1989 eles são nobres heróis salvando a cidade. Ao fazer isso, Os Caça-Fantasmas 2 reimagina a personalidade de Venkman como um alívio cômico em vez de uma ferramenta prática. A autora Jane Crisp escreveu que Dana, quando encontra Zuul dentro de sua geladeira, apresenta uma visão estereotipada de que as mulheres são associadas à casa e à cozinha.

## Legado
Os Caça-Fantasmas é considerado uma das primeiras comédias que se tornaram blockbusters, sendo creditado por refinar o gênero através de um novo conceito que mistura comédia, ficção científica, terror e emoção. O filme também confirmou que o sucesso de merchandising de Star Wars: Episódio IV – Uma Nova Esperança (1977) não foi um acaso. Uma marca bem-sucedida e reconhecível poderia ser usada para lançar produtos spin-offs, ajudando a estabelecer um modelo de negócio na indústria cinematográfica que desde então se tornou um status quo. Assim que a popularidade dos Caça-Fantasmas ficou evidente, o estúdio cultivou agressivamente o seu perfil, traduzindo-o em merchandising e em outros meios de comunicação, como a televisão, prolongando a sua vida útil lucrativa muito depois de o filme ter saído dos cinemas.
Observadores da indústria do entretenimento atribuem a Os Caça-Fantasmas e ao programa Saturday Night Live a reversão da percepção negativa da cidade de Nova York no início dos anos 1980. Weaver disse: "Acho que [o filme] foi uma carta de amor para Nova York e para os nova-iorquinos... O porteiro dizendo: 'Algum doido trouxe uma onça para uma festa e ela ficou maluca'... Isso é tão Nova York! Quando descemos cobertos com marshmallow, e há uma multidão de nova-iorquinos de todos os tipos e descrições torcendo por nós, [...] foi uma das coisas mais comoventes que me lembro". O filme também é igualmente creditado por ajudar a diminuir a divisão entre atores de televisão e cinema. O agente de talentos Michael Ovitz disse que antes de Os Caça-Fantasmas, os atores de televisão eram considerados apenas para papéis menores no cinema. Descrevendo a popularidade duradoura do filme, Reitman disse que "as crianças estão todas preocupadas com a morte e [com] coisas parecidas com fantasmas. Ao assistir Os Caça-Fantasmas, há uma sensação de que você pode controlar isso, que pode mitigá-lo de alguma forma e não precisa ser tão assustador. Tornou-se um filme para o qual os pais gostavam de levar seus filhos. Eles podiam apreciá-lo em diferentes níveis, mas ainda assim assisti-lo juntos".

### Influência cultural
O filme se tornou um fenômeno altamente influente. A música tema dos Caça-Fantasmas se tornou um sucesso e as comemorações do Halloween de 1984 foram dominadas por crianças vestidas como os três protagonistas principais. O longa teve um efeito significativo na cultura popular e é creditado por inventar a comédia baseada em efeitos especiais. Sua premissa básica de um gênero específico misturado com comédia e uma equipe de heróis que luta contra uma ameaça sobrenatural foi replicada com vários graus de sucesso em filmes como Men in Black (1997), Evolução (2001), The Watch (2012), R.I.P.D. (2013) e Pixels (2015). Em 2015, a Biblioteca do Congresso dos Estados Unidos selecionou Os Caça-Fantasmas para preservação no National Film Registry, considerando-o "culturalmente, historicamente ou esteticamente significativo"; sobre isso, Reitman brincou dizendo: “É uma honra saber que um filme que começa com um fantasma em uma biblioteca agora tem lugar nas prateleiras da Biblioteca do Congresso”.
Em 1984, o fenômeno "Caça-Fantasmas" foi mencionado em dezenas de anúncios de tudo, desde companhias aéreas até odontologia e imóveis. O sufixo inglês "-busters" tornou-se um termo comum usado tanto no cenário local quanto nacional, sendo aplicado a tópicos como o orçamento nacional dos Estados Unidos ("budgetbusters"), agricultura ("cropbusters"), B-52s ("nukebusters"), saneamento ("litterbusters") ou Pan American Airlines ("pricebusters"). Da mesma forma, o logotipo "sem fantasmas" foi modificado várias vezes em diversos contextos, como em protestos contra os políticos Ronald Reagan e Walter Mondale e uma manifestação feita por trabalhadores da Disney em greve, onde os funcionários desenharam o personagem Mickey Mouse atrás do logotipo. O filme também contribuiu para a criação de gírias no léxico cultural estadunidense como o trecho "Who you gonna call?", da música "Ghostbusters" de Parker Jr, além do diálogo improvisado de Murray "essa garota está torrada" que ele diz na cena do duelo contra Gozer.
Os Caça-Fantasmas rapidamente ganhou fãs dedicados que continuaram a prosperar seu legado nos anos seguintes. Apesar de seu sucesso mainstream, o filme é considerado um exemplo de blockbuster cult, que é um termo para se referir um filme popular com uma base de fãs dedicada. Até hoje, o filme é popular globalmente, inspirando fã-clubes, filmes feitos por fãs, artes gerais e convenções. Fãs vestidos como os Caça-Fantasmas ocasionalmente invadiam a sala de leitura principal da Biblioteca Pública de Nova York. O documentário Ghostheads de 2016, financiado por crowdfunding, segue vários fãs do filme e detalha o efeito que ele teve em suas vidas, intercalando com entrevistas de alguns membros de produtores e atores, incluindo Aykroyd, Reitman e Weaver. Um documentário lançado em 2020 intitulado Cleanin' Up the Town: Remembering Ghostbusters, mostrou detalhes sobre a produção do filme. Alguns souvenirs utilizados no filme se tornaram populares, com uma das mochilas de prótons originais usada na produção do filme sendo vendida por US$ 169.000 em um leilão de 2012. Em 2017, um fóssil de anquilossauro recém-descoberto foi nomeado Zuul crurivastator em homenagem ao servo de Gozer.
Foram criadas diversas atrações em parques de diversões baseadas no filme. Um show carregado de efeitos especiais no Universal Studios Florida, que durou de 1990 a 1996, baseado principalmente na batalha final contra Gozer, se tornou bastante popular no parque. O evento "Halloween Horror Nights 2019" no Universal Studios Hollywood e Universal Studios Florida sediou uma atração de labirinto assombrado com locais, personagens e fantasmas do filme. O filme também foi homenageado ou mencionado explicitamente em uma variedade de mídias, incluindo cinema, televisão e videogames. Aykroyd reprisou seu personagem durante uma cameo no filme Casper de 1995, enquanto a euforia da multidão na cena final de Os Caça-Fantasmas inspirou o final do filme de 2012 The Avengers, mostrando o mundo comemorando a vitória da equipe de super-heróis sobre os vilões.

### Reavaliação crítica
A recepção positiva de Os Caça-Fantasmas durou muito além de seu lançamento com o filme até hoje sendo considerado uma das comédias mais importantes já feitas. O filme está listado no livro de referência de filmes de 2013, 1001 Filmes para Ver antes de Morrer. Em seu 30º aniversário em 2014, uma classificação votada pela indústria do entretenimento do The Hollywood Reporter nomeou-o como o septuagésimo sétimo melhor filme de todos os tempos. Naquele ano, a revista Time Out avaliou Os Caça-Fantasmas com cinco estrelas, descrevendo-o como uma "cavalgada de pura alegria". A lista dos "100 melhores filmes" votada pelos leitores da Empire colocou o filme em 68º lugar. Também em 2014, os leitores da revista Rolling Stone nomearam Os Caça-Fantasmas como o nono melhor filme da década de 1980. Atualmente, o site de agregação de resenhas cinematográficas online Rotten Tomatoes oferece ao filme um índice de aprovação de 95% com base em 79 críticas, obtendo uma classificação média de 8,1/10; o consenso crítico do site diz: "Os Caça-Fantasmas é uma mistura contagiantemente divertida de efeitos especiais e comédia, com a performance hilária e inexpressiva de Bill Murray liderando um elenco de grandes reviravoltas cômicas". O filme também é bem avaliado no Metacritic, obtendo a pontuação 71/100 com base em oito resenhas críticas, indicando "críticas geralmente favoráveis".
Em 2001, o American Film Institute classificou Os Caça-Fantasmas como o 28º melhor filme de comédia estadunidense de todos os tempos em sua pesquisa intitulada "100 Years...100 Laughs". Em 2009, a revista National Review classificou o filme em 10º lugar em sua lista dos 25 melhores filmes conservadores dos últimos 25 anos, observando que a Agência de Proteção Ambiental "feliz com a regulamentação" é retratada como o verdadeiro vilão do filme, sendo o "setor privado" responsável por salvar o dia. Em novembro de 2015, o roteiro do filme foi listado em 14º lugar na lista dos "101 roteiros mais engraçados da história" do Writers Guild of America. Em 2017, a BBC de Londres entrevistou 253 críticos (118 mulheres, 135 homens) de 52 países diferentes para pesquisar sobre qual seria o filme mais engraçado já feito, com Os Caça-Fantasmas constando em nonagésimo quinto lugar.
Os Caça-Fantasmas é considerado um dos melhores filmes da década de 1980, aparecendo em diversas listas baseadas nesta métrica. Foi eleito o segundo melhor filme da década pela Film.com, o quinto melhor filme pela Time Out, o sexto melhor pela revista londrina ShortList, o décimo quinto pela Complex e o trigésimo primeiro pela Empire. O filme também constou nas listas de melhores filmes de comédia de vários meios de comunicação, incluindo um primeiro lugar pela Entertainment Weekly, quarto lugar pelo portal IGN, décimo lugar pela Empire, vigésimo quinto pelo jornal The Daily Telegraph e quadragésimo quinto pelo Rotten Tomatoes, que também listou o filme em 71º lugar em sua lista de 200 filmes essenciais para assistir. Outros o consideraram também um dos melhores filmes de ficção científica (bem como uma das melhores comédias de ficção científica), e um dos melhores sucessos de bilheteria lançados no verão. O personagem Peter Venkman, de Murray, apareceu em 44º lugar na lista de 2006 da revista Empire que nomeava os "100 maiores personagens em filmes".

## Sequências e adaptações

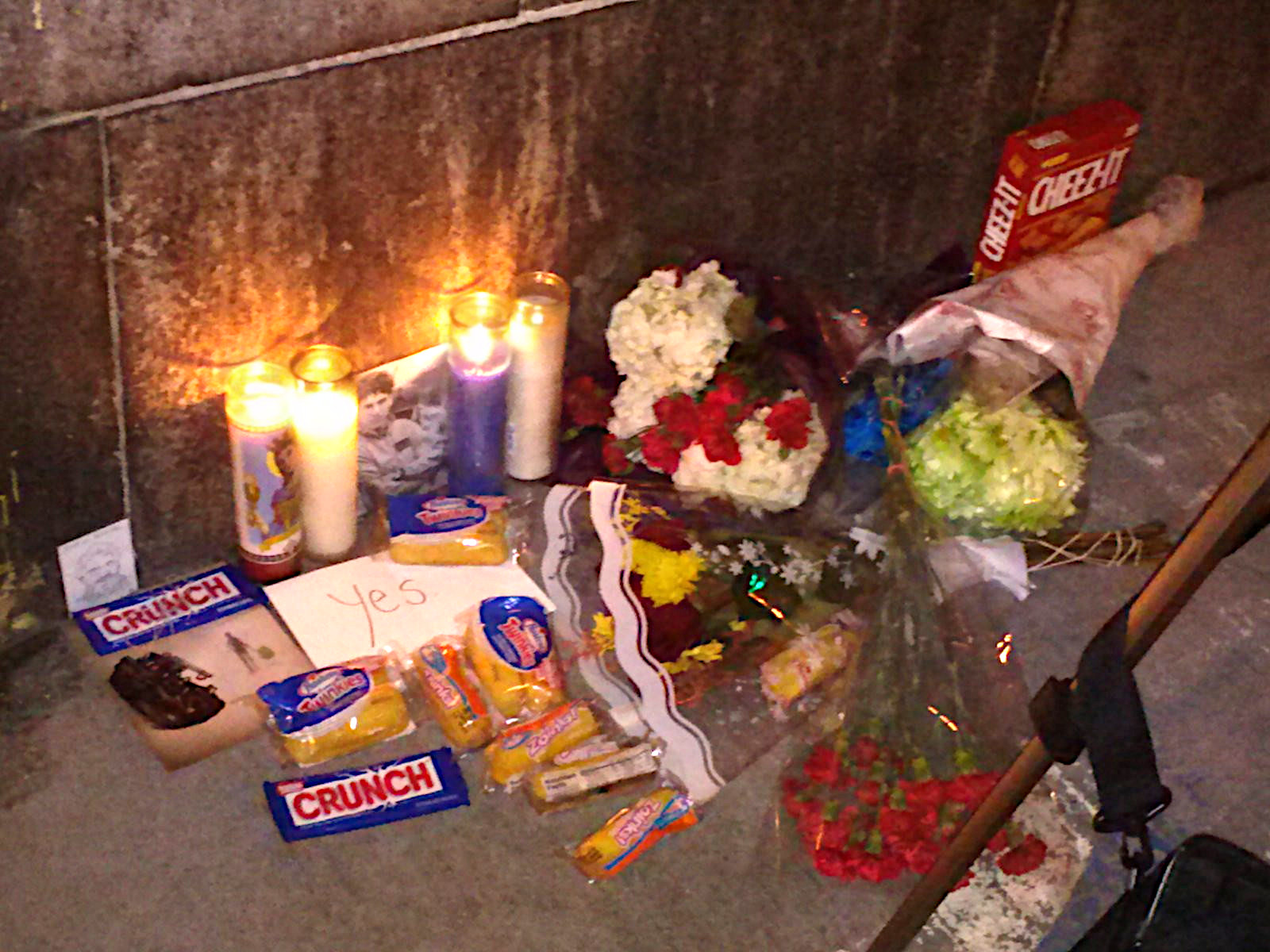
Após a morte de Harold Ramis em 2014, um potencial terceiro filme dos Caça-Fantasmas foi substituído por um reboot. Os fãs homenagearam Ramis deixando fotos, velas, flores e outras lembranças do lado de fora do prédio do Hook & Ladder 8.

O sucesso do filme gerou a franquia Ghostbusters, que inclui programas de televisão animados, sequências de filmes e uma reinicialização. Os Caça-Fantasmas foi seguido pela série animada de televisão estreada em 1986, The Real Ghostbusters; ela durou 140 episódios e sete temporadas ao longo de seis anos, gerando uma subsérie em histórias em quadrinhos e mercadorias centradas em Slimer. Foi seguida por uma série sequencial, Extreme Ghostbusters, que estreou em 1997. Uma sequência direta do filme, Os Caça-Fantasmas 2, foi lançada em 1989; apesar de quebrar alguns recordes de bilheteria e atrair cerca de dois milhões de pessoas a mais para sua estreia do que o primeiro filme, a sequência se saiu inferior ao filme original e recebeu uma resposta menos entusiasmada da crítica. Mesmo assim, a popularidade dos atores e personagens levou à discussão de um terceiro filme. O conceito não progrediu por muitos anos porque Murray estava relutante em participar. Em uma entrevista de 2009, o ator disse:
Fizemos [Os Caça-Fantasmas 2] e foi meio insatisfatório para mim, porque o primeiro já tinha sido [apesar do sucesso]. A sequência então... Os produtores escreveram um filme totalmente diferente daquele [discutido inicialmente]... Então nunca tive interesse em um "terceiro Caça-Fantasmas" porque o segundo foi decepcionante... Para mim, de qualquer maneira.
Mesmo assim, Aykroyd buscou realizar uma sequência até o início de 2010. O jogo Ghostbusters: The Video Game foi lançado em 2009, apresentando contribuições narrativas de Ramis e Aykroyd, e dublagem de Murray, Aykroyd, Ramis, Hudson, Potts e Atherton. Ambientado dois anos após o segundo filme, a história segue os Caça-Fantasmas treinando um recruta (o jogador) para combater uma ameaça fantasmagórica relacionada a Gozer. O jogo foi bem recebido, ganhando indicações para prêmios por sua narrativa. Aykroyd referiu-se ao jogo como sendo "essencialmente o terceiro filme". Ghostbusters: The Return (2004) foi o primeiro de uma série planejada de romances sequenciais antes da editora fechar as portas. Várias histórias em quadrinhos dos Caça-Fantasmas deram continuidade às aventuras do grupo original em todo o mundo e em outras dimensões.
Após a morte de Ramis em 2014, Reitman determinou que o controle criativo compartilhado por ele mesmo, Ramis, Aykroyd e Murray estava segurando a franquia e negociou um acordo para vender os direitos em definitivo para a Columbia; para isso, ele passou duas semanas convencendo Murray. Reitman recusou-se a detalhar o acordo, mas disse que "os criadores seriam enriquecidos para o resto das nossas vidas e para o resto das vidas dos nossos filhos". Ele e Aykroyd fundaram a Ghost Corps, uma produtora dedicada à expansão da franquia, começando com o reboot de 2016 estrelado por mulheres, Ghostbusters (mais tarde renomeado Ghostbusters: Answer the Call). O filme enfrentou polêmicas ainda durante os bastidores, com muitos contestando a escolha de trocar os protagonistas masculinos por mulheres (o que foi classificado como lacração lucrativa). Ghostbusters: Answer the Call acabou arrecadando um total mundial de US$ 229 milhões contra um custo de produção de US$ 144 milhões; apesar do modesto sucesso comercial, o filme teve um desempenho nas bilheterias aquém do esperado pela Columbia/Sony, que o considerou um fracasso comercial, além do mesmo ter recebido críticas mistas. Após Answer the Call, a franquia prosseguiu realizando mais dois filmes de continuidade original: Ghostbusters: Afterlife (2021), dirigido pelo filho de Reitman, Jason, e Ghostbusters: Frozen Empire (2024), dirigido por Gil Kenan.